# 서울시립대학교
서울시립대학교(서울市立大學校, University of Seoul)는 1918년 일제강점기때 설립된 경성공립농업학교를 전신으로 하는 대한민국의 공립 종합대학이다. 국문 약칭은 시대(市大), 시립대(市立大) 혹은 서시대(서市大)를 사용하며, 영문 약칭으로는 UOS라 칭한다.

## 역사

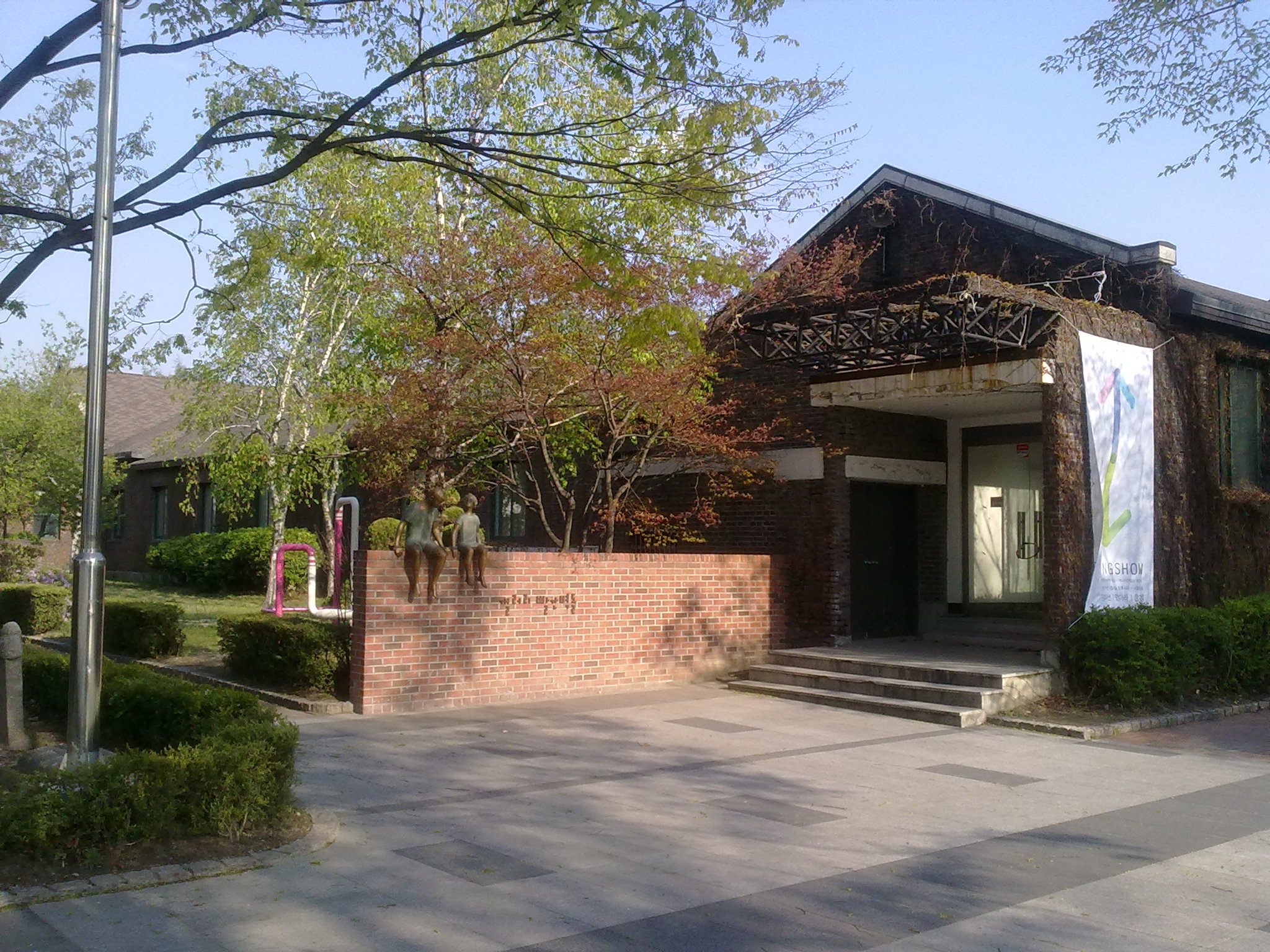
경농관

- 1918년 5월 1일 경성공립농업학교 개교
- 1956년 서울농업대학(4년제 정규 일반대학)으로 교명 변경
- 1973년 수의학과 폐과. 정부의 전국 수의학과 통·폐합 정책에 의함.
- 1974년 서울특별시 정책에 따라 도시 관련 학과와 공학 계열 학과 위주로의 개편과 함께 공학과 도시학에 중점을 둔 서울산업대학(일반대학)으로 교명 변경[2]
- 1981년 서울시립대학으로 교명 변경
- 1987년 종합대학 승격
- 1996년 도시과학대학 설립
- 1997년 영문교명을 The University of Seoul로 변경, 교육인적자원부에 의해 도시과특성화대학에 선정
- 1998년 도시과학연구소 설립.
- 2003년, 2004년 교육인적자원부에 의해 도시과학 특성화 대학에 선정
- 2009년 법학전문대학원( 로스쿨 ) 개원
- 2013년 국제도시과학대학원 개원
- 2018년 도시보건대학원 설립. 대한민국 최초 공공의료 보건전문대학원
- 2019년 5월 개교 100주년 기념관 건립
- 2020년 서울시립대 서울 제 2 캠퍼스 건립안 확정
- 2020년 인공지능학과, 융합응용화학과 신설
- 2020년 6월 「도시 과학 빅데이터‧AI연구소」

## 교정

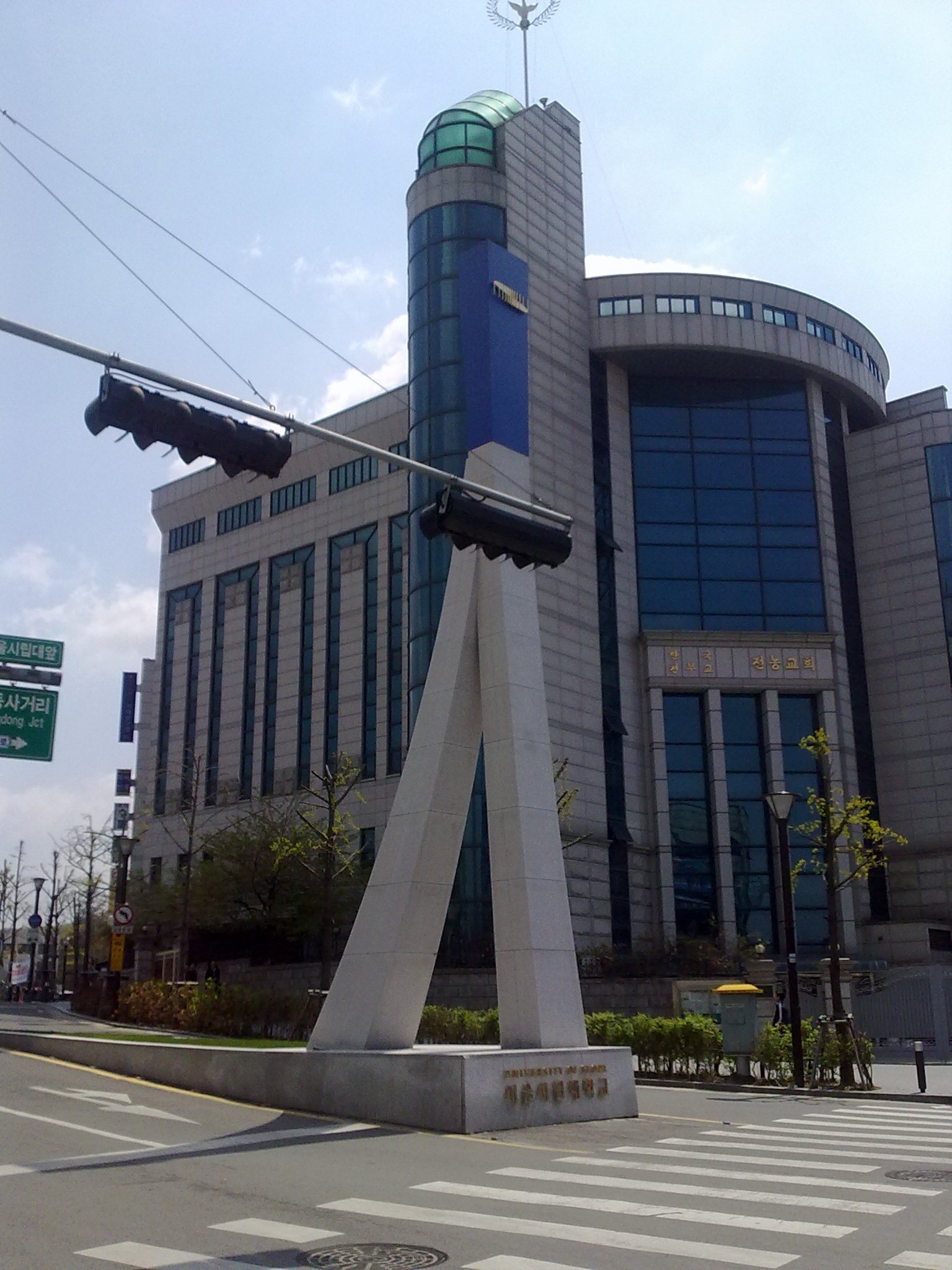
서울시립대학교 '시대탑'

서울시립대 캠퍼스는 서울특별시 동대문구 전농동에 있다. 서울 지하철 1호선 청량리역에서 정문까지의 거리는 약 1km이고 회기역에서 후문까지의 거리는 약 800m이다. 후문쪽 길은 주택가를 통과해 복잡한 편이다. 5호선 마장역에서 버스를 이용하면 12~13분 내외로 올 수 있다. 캠퍼스의 크기는 약 426,799 m² 로 서울 시내 중심부에 위치한 대학들 중에서도 큰 규모를 자랑하며 시설로는 대운동장, 하늘못(연못), 자동화 온실, 국내 최고 수준의 실내 테니스장을 비롯한 여러 실내체육관 등과 최근 건립된 국내 최고 수준의 음향 시설을 갖춘 음악관 등이 있다. 주요 건물로는 과학기술관, 본관, 제1공학관, 제2공학관, 배봉관, 미래관, 중앙도서관, 생활관, 국제학사, 인문학관, 정보기술관, 학생회관, 대강당, 자연과학관, 21세기관, 박물관, 전농관, 건설공학관, 조형관, 음악학관, 법학관, 종합교육연구동, 100주년 기념관 등이 있다. 교정 동쪽에 배봉산이 있다.
교정이 아름답기로 유명해 드라마와 영화, 광고 등의 촬영 장소로도 각광을 받는다. 《우리가 정말 사랑했을까》, 《지금은 연애중》, 《여름향기》, 《사랑해, 울지마》, 《마이 프린세스》, 《첫사랑》, 《젊은이의 양지》, 《혼》, 《내일은 사랑》, 《3일의 약속》, 《연애소설》, 《국화꽃 향기》, 《번지점프를 하다》, 《선재업고튀어》등 이루 셀 수 없이 많은 영화와 드라마들이 서울시립대에서 촬영되었다.

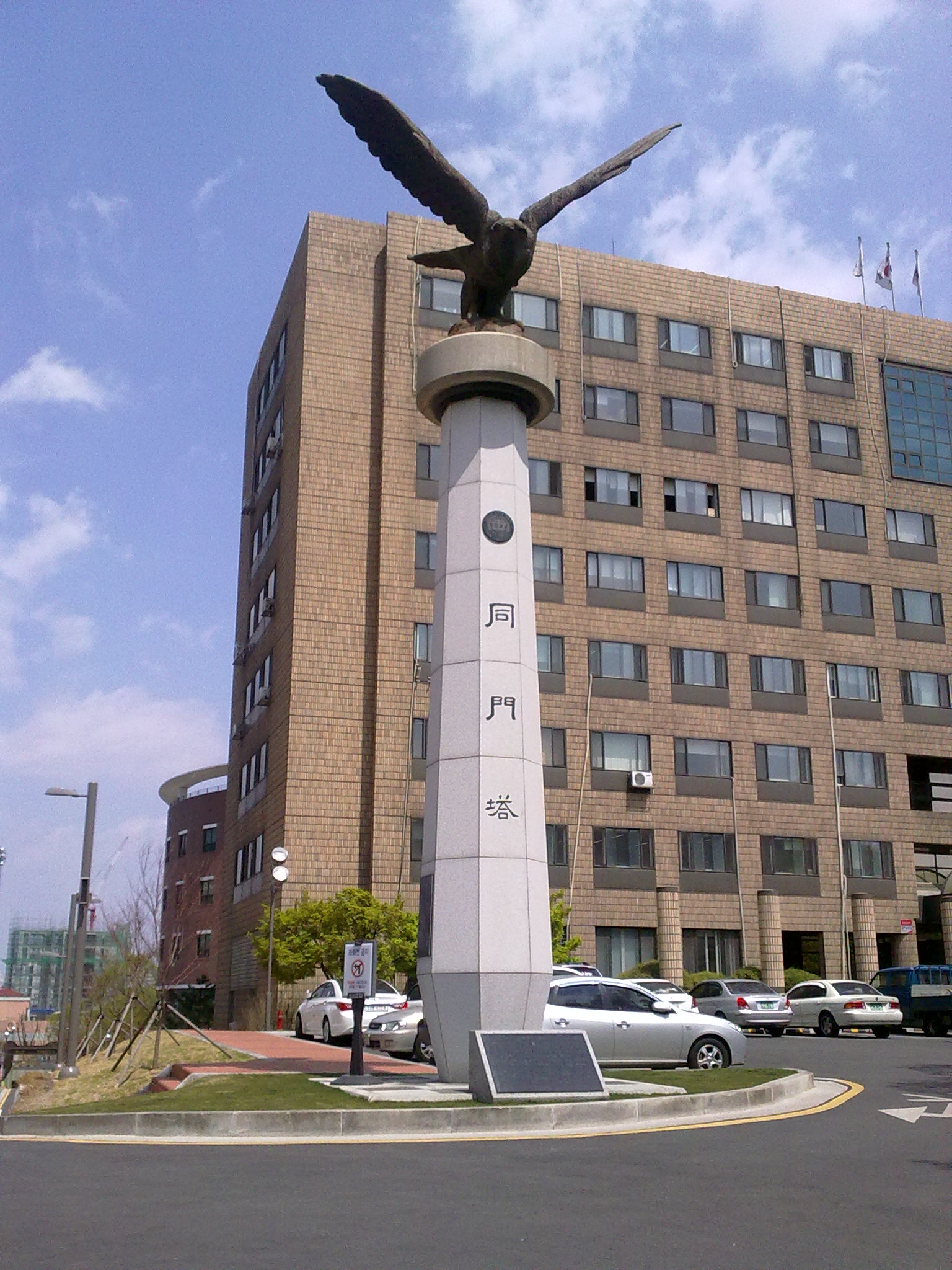
서울시립대학교 '동문탑'

장산곶매 동문탑은 1988년 개교 70주년을 기념해 총동창회가 1억 5,500만원의 동문 성금으로 건립했다. 장산곶매는 1989년 10월 설문조사를 통해 선정된 상징 동물이다. 장산곶매를 받치고 있는 탑의 전체적인 모습은 연필을 거꾸로 세운 모양으로 배움을 상징한다. 교문은 1937년 건립된 것이 폭이 6m였고, 1991년 개축한 교문은 기둥 2개, 문 3개 형태로 폭은 23m였다. 교문은 서울 시민들에게 열린 대학이라는 의미로 개방형으로 바뀌었으며 2010년 12월 9일 정문 진입로에 시대탑이 세워졌다. 시대탑은 서울의 ㅅ, 사람 人을 형상화했고, 걷는 모양을 통해 앞으로 나아가고 끊임없이 발전한다는 의미를 담고 있다.

### 건물 번호
캠퍼스맵에 나오는 건물 번호이다.
| 번호 | 건물명         | 번호 | 건물명         | 번호 | 건물명         |
| ---- | -------------- | ---- | -------------- | ---- | -------------- |
| 1    | 전농관         | 2    | 제1공학관      | 3    | 건설공학관     |
| 4    | 창공관         | 5    | 인문학관       | 6    | 배봉관         |
| 7    | 대학본부       | 8    | 자연과학관     | 9    |                |
| 10   | 경농관         | 11   | 제2공학관      | 12   | 학생회관       |
| 13   | 학군단         | 14   | 과학기술관     | 15   | 21세기관       |
| 16   | 조형관         | 17   |                | 18   | 자작마루       |
| 19   | 정보기술관     | 20   | 법학관         | 21   | 중앙도서관     |
| 22   | 생활관         | 23   | 건축구조실험동 | 24   | 토목구조실험동 |
| 25   | 미디어관       | 26   |                | 27   | 대강당         |
| 28   | 운동장         | 29   | 박물관         | 30   | 정문           |
| 31   | 후문           | 32   | 웰니스센터     | 33   | 미래관         |
| 34   | 국제학사       | 35   | 음악관         | 36   | 어린이집       |
| 37   | 100주년 기념관 | 41   | 테니스장       | 81   | 자동화온실     |

## 개설 학과·전공
학부와 대학원 과정이 모두 개설되어 있으며, 2011년 기준으로 개설되어 있는 과정은 현재 다음과 같다.
| \| 구분 \| 구분 \| 설치학과 또는 유형 \| 참조 페이지 \| \| ------ \| ---------- \| --------------------------------------------------------------------------------------------- \| --------------------- \| \| 학부 \| 학부 \| 정경대학, 경영대학, 공과대학, 인문대학 자연과학대학, 도시과학대학, 예술체육대학, 자유전공학부 \| 대학안내 \| \| 구분 \| 유형 \| 설치과정 \| 참조 페이지 \| \| 대학원 \| 일반대학원 \| 서울시립대학교 대학원 \| 서울시립대학교 대학원 \| \| 대학원 \| 전문대학원 \| 세무전문대학원, 디자인전문대학원, 법학전문대학원 \| 대학원 소개 \| \| 대학원 \| 특수대학원 \| 도시과학대학원, 국제도시과학대학원, 경영대학원, 산업대학원, 교육대학원 \| 대학원 소개 \| |            |                                                                                               |                       |
| * 개설 과정에 관한 자세한 정보를 보려면 아래 단락의 내용을 참조한다. |            |                                                                                               |                       |
| 구분 | 구분       | 설치학과 또는 유형                                                                            | 참조 페이지           |
| 학부 | 학부       | 정경대학, 경영대학, 공과대학, 인문대학 자연과학대학, 도시과학대학, 예술체육대학, 자유전공학부 | 대학안내              |
| 구분 | 유형       | 설치과정                                                                                      | 참조 페이지           |
| 대학원 | 일반대학원 | 서울시립대학교 대학원                                                                         | 서울시립대학교 대학원 |
| 대학원 | 전문대학원 | 세무전문대학원, 디자인전문대학원, 법학전문대학원                                              | 대학원 소개           |
| 대학원 | 특수대학원 | 도시과학대학원, 국제도시과학대학원, 경영대학원, 산업대학원, 교육대학원                        | 대학원 소개           |

### 학부 과정
2024년기준으로 1개의 독립학부가 설치되어 있다.
| 서울시립대학교 학부 과정 학과 목록 |
| ---------------------------------- |
|                                    |

### 대학원 과정
일반대학원에는 석사학위과정 33개 학과와 박사학위과정 30개 학과로 개설되어 있고, 5개의 특수대학원(도시과학대학원, 국제도시과학대학원, 경영대학원, 교육대학원, 산업대학원)과 3개의 전문대학원(세무전문대학원, 디자인전문대학원, 법학전문대학원)이 개설되어 있다.
|  | - 디자인전문대학원 | - 법학전문대학원 | - 세무전문대학원 |

|  | - 도시과학대학원 | - 국제도시과학대학원 | - 과학기술대학원 | - 경영대학원 | - 교육대학원 |

## 연구소
- 도시과학연구원
- 산업경영연구소
- 법학연구소
- 사회과학연구소
- 도시인문학연구소
- 산업기술연구소[깨진 링크(과거 내용 찾기)]
- 정보기술연구소
- 자연과학연구소
- 서울학연구소
- 반부패시스템연구소
- 도시방재안전연구소
- 조세재정연구소
- 양자정보처리연구단
- 서울녹색환경지원센터

## 교내 기구

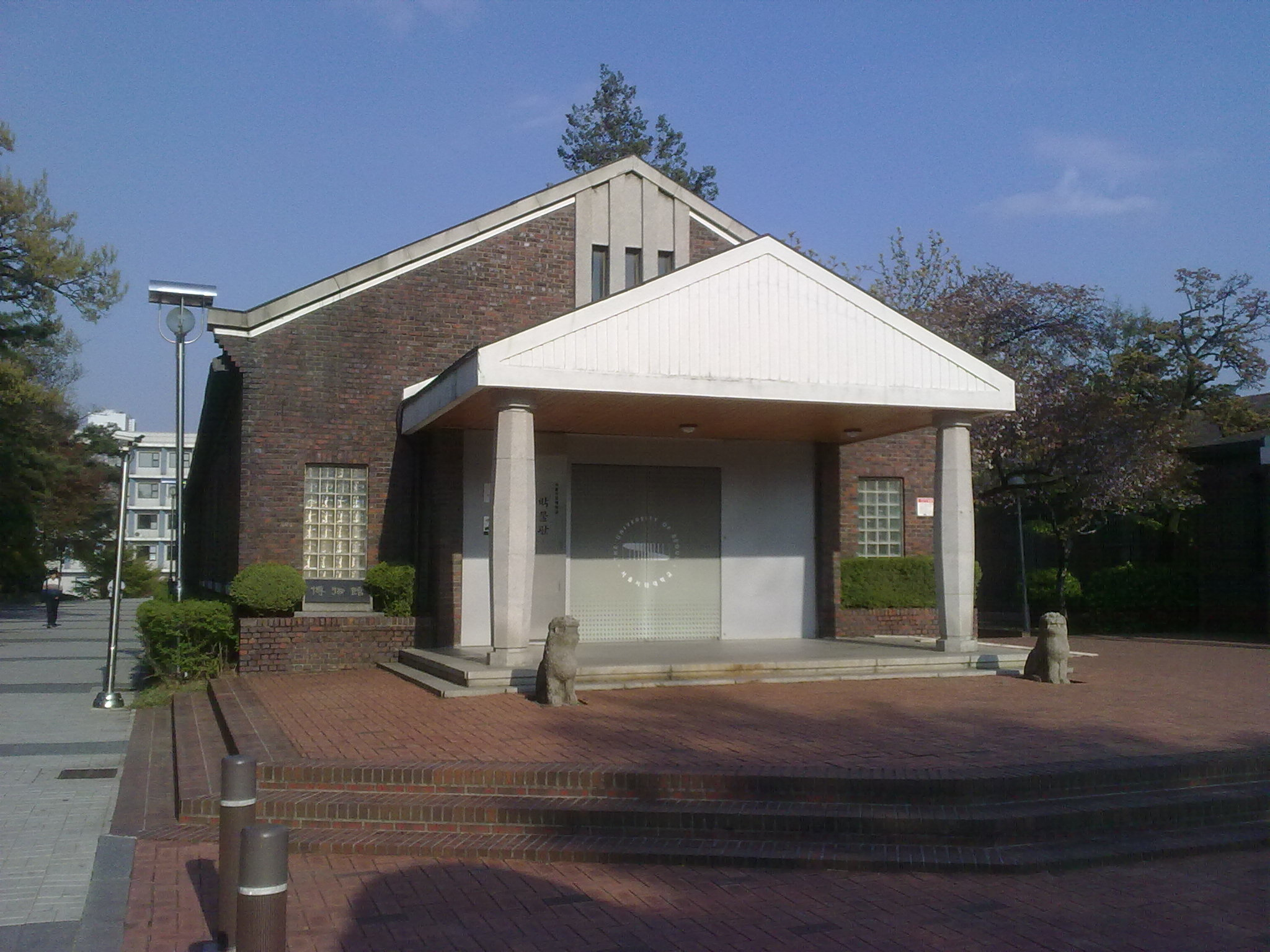
서울시립대학교 박물관

| - 총장 - 각종위원회 - 교육인증원 - 대학본부 - 교무처 - 교무과 - 입학관리과 - 입학사정관실 - 학생처 - 학생과(학생서비스센터) - 기획연구처 - 기획담당관 - 사무처 - 총무과 - 경리과 - 시설과 - 학사교육원 - 교양교직부 - 교수학습개발센터 - 글쓰기센터 - 교육혁신센터 | - 부속기관 - 중앙도서관 - 박물관 - 전산정보원 - 대학보건소 - 국제교육원 - 사회복지관 - 대학언론사 - 체육관 - 출판부 - 생활관 - 법인기관 - 산학협력단 - 발전기금 보관됨 2012-08-14 - 웨이백 머신 - 기타기관 - 학생군사교육단 |

## 부속 기관

### 중앙도서관

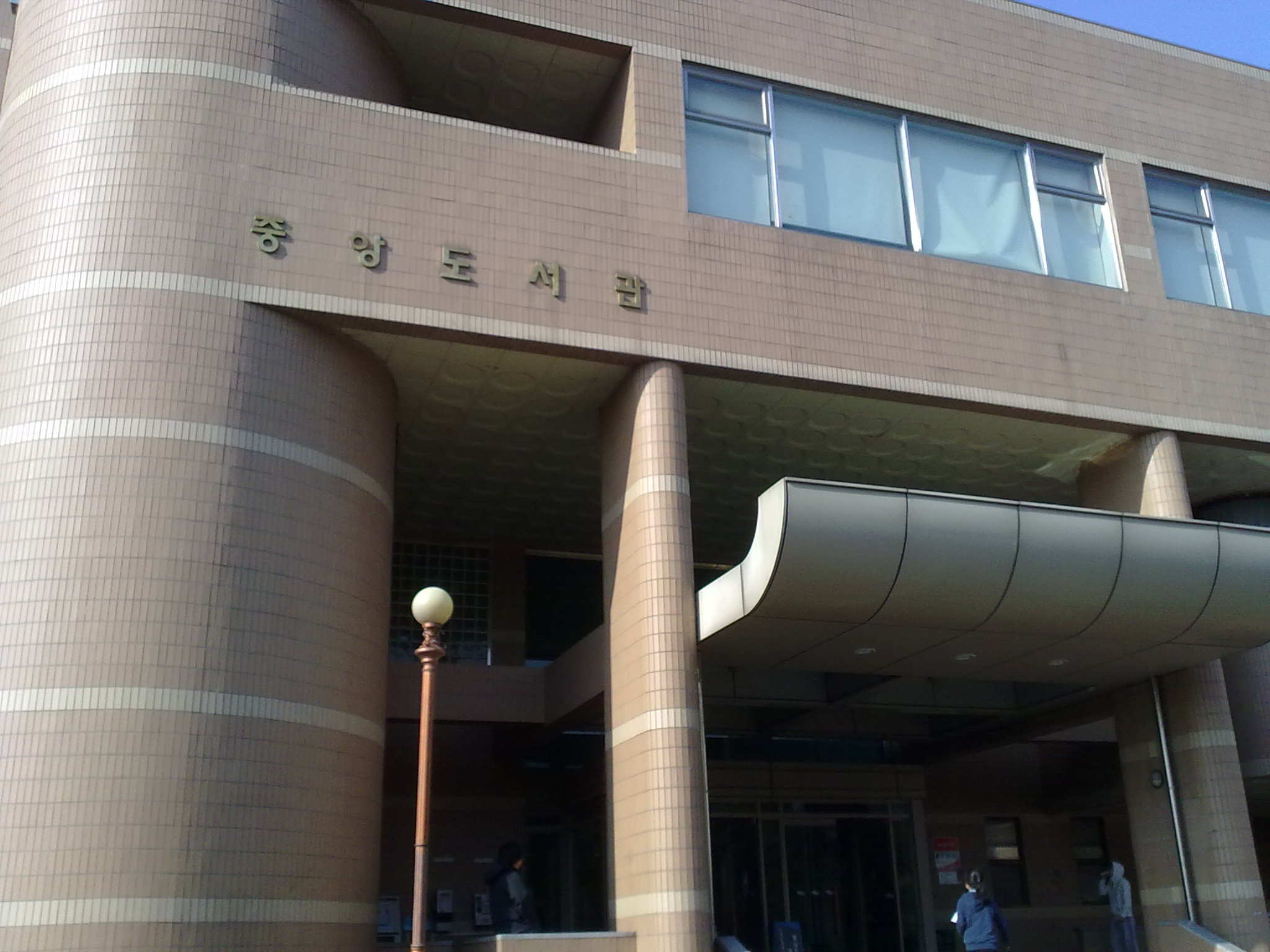
중앙도서관

중앙도서관은 1960년 116평의 건물에 15,000여권의 장서로 출발하여 1977년 10월 중앙도서관으로 위상이 바뀌면서 본격적인 대학도서관의 기틀을 마련하였고 1987년 서울시립대학이 종합대학교로 승격하면서 1,877평을 신축하여 지금의 위치로 이전했다. 1998년 9월 세계화·정보화 시대의 환경변화에 대비한 효율적인 서비스를 위해 전자정보실이 포함된 1,963평을 증축하여 현재의 모습을 갖추게 되었다. 장서량은 2013년 기준 약 88만여권이다. 1층에는 정기간행물실, 사서과 사무실, 휴게실이 있고, 2층에는 대출실, 3층에는 4개의 열람실, 13개의 스터디룸, 4층에는 논문실, 전자정보실, AV룸, 세미나실 등이 있다.

### 기숙사
중앙도서관에서 더 올라가면 둥근 창문들이 있는 7층 건물이 등장하는데, 이 건물이 기숙사이다. 기숙사는 2006년 8월에 개관하였다. 2인 1실의 방이 총 293개가 있다. 기숙사 우측에 300인 규모의 국제학사도 있다.

### 국제교육원
어학연수, 교환학생, 국제여름학교, 선진도시탐방, 글로벌인턴십 프로그램 등을 주관하고 학생들의 외국어 학습을 지원하는 곳이다. 학생들의 외국어 실습을 위해 인문학관의 부속 건물에서 S카페와 어학실습실을 운영하고 있다. 교내어학강좌로 YBM 시사영어사의 영어, 중국어, 일본어 강좌를 제공하고 있다.

### 종합사회복지관
서울시립대학교종합사회복지관은 지역사회 복지구현을 위해 서울 중랑구 신내동 영구임대단지 지역에서 서울시립대학교 사회복지학과가 수탁 운영하고 있다.

### 박물관

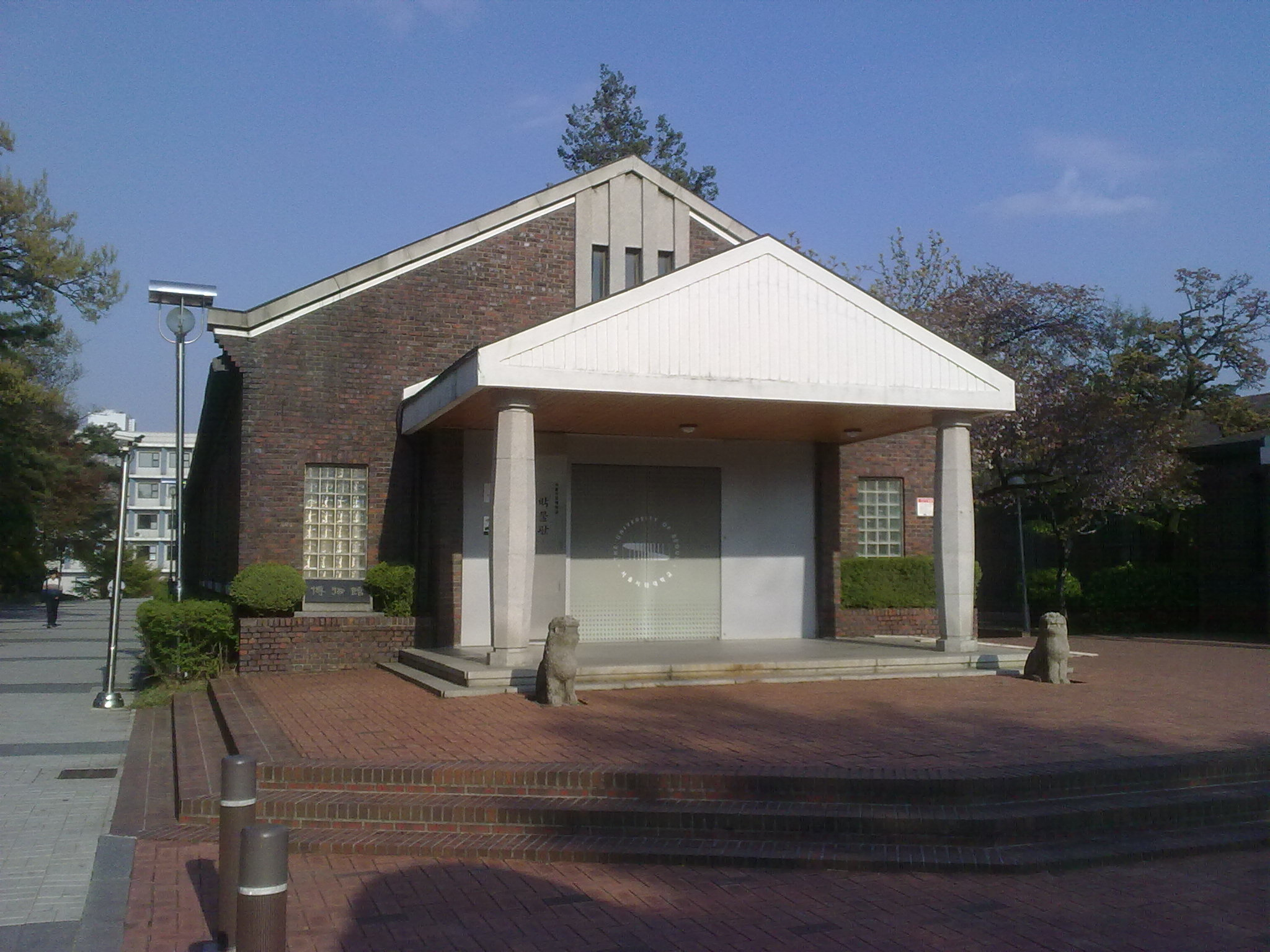
박물관

박물관은 문화유산을 조사, 수집, 보관하여 교육, 연구 활동을 지원하고, 문화감상의 기회를 제공하는 목적으로 1984년 9월 4일 개관했다. 각종 근현대사 자료를 소장, 전시하고 있다. 관람료는 무료이며 평일, 토요일에 개방하고 있다.

### 강촌수련원
강촌수련원은 춘천에 있는 휴식, 세미나, 수련 시설이다. 숙소, 강당, 식당, 운동장, 야영장, 캠프파이어장, 바비큐 시설 등으로 구성됐다. 객실은 6명 기준(16평형) 양실이 3실, 9명 기준(16평형) 양실이 6실, 8명 기준(14평형) 한실이 6실이 있다. 이용료가 각각 1박당 10만원, 9만원, 8만원이고, 학생, 동문, 교직원은 50% 할인 금액에 이용 가능하다.

### 서울시민대학
서울시민대학은 서울특별시가 일반 시민들에게 평생교육을 제공하는 학교이다. 시민의식을 함양하고 지역사회를 발전시키고 삶의 질을 향상시키기 위해 1997년에 설립되었다. 서울특별시 평생학습포털과 연계되며, 시민청 시민대학, 은평학습장, 뚝섬학습장, 중랑학습장의 4개 학습장과 23개의 연계대학에서 운영하고 있다.

## 대학 언론
신문사, 방송국, 영자신문사, 교지로 구성돼 있다. 대학언론사는 미디어관에 있고 교지편집위원회는 학생회관에 있다.

### 서울시립대신문
대학신문은 1964년 8월 13일 《시립서울농대학보》를 제호로 하여 탄생하였다. 《농대학보》 《산대신문》 《서울산대신문》을 거쳐 1980년대 《서울시립대신문》으로 바뀌었다. 1984년 8월 13일 제222호부터 제호가 한글로 바뀌고 본문 편집이 가로쓰기로 전환됐다. 2010년 3월 3일 제602호부터 신문 판형이 대판에서 베를리너판으로 바뀌고 면수가 늘어났다.

### JBS
대학방송국은 1959년 교환실에서 호출부호 《VOJ》(Voice of Junnong)으로 방송을 시작하였다. 1969년 방송실로 승격되면서 호출부호를 《JBS》(Junnong Broadcasting Station)로 변경하였다. 2004년부터 학생회관에 PDP 텔레비전을 설치하여 영상 방송을 송출하고 있다. 대학방송국의 방송은 인터넷으로도 시청할 수 있다.

### The UOS Times
영자신문사는 영어영문학과 내의 소모임으로 1984년 출발하였다. 1986년 학과 내 소모임에서 독립하면서 《The SCU Press》로 개칭하였다. 1997년 《The Seoul Times》로, 2000년 《The UOS Times》로 이름이 바뀌었다. 《News@UOS》로 이름을 바꿨다가 2009년부터 다시 《The UOS Times》로 돌아왔다.

### 대학문화
《대학문화》는 서울시립대의 진보적 학생 자치 언론을 지향하는 교지로서 1978년 창간되었다. 《대학문화》의 로고는 남전 원중식(南田 元仲植)이 썼다. 사회 비평, 기고, 인터뷰 등을 싣고 있다. 제42호부터는 표지 제목으로 시립대 Love의 준말인 《Syrup》(시럽)을 쓰고 있다. 교지이지만 2011년 총학생회 후보자 토론회 중계, 졸업앨범 문제 취재 등을 《서울시립대광장》에 동영상으로 전하기도 했다.

## 학생 단체

### 학생회

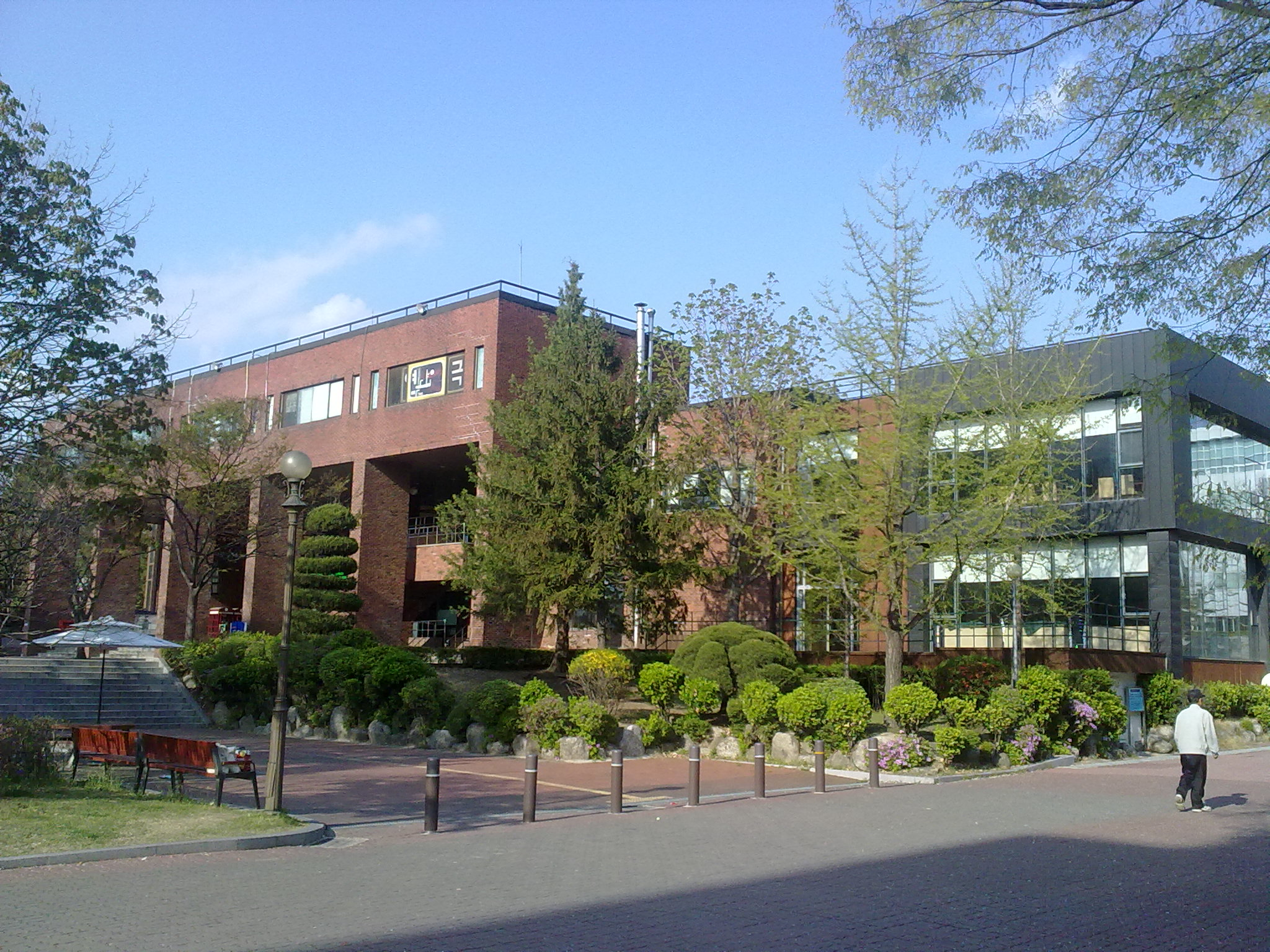
학생회관

총학생회는 재학생들의 투표로 선출되는 중앙학생자치기구이다. 학생총회, 대동제, 전농문화체전, 농활, 새내기 새로배움터, 봉사활동 등을 주최한다. 단과대와 학과에도 학생회가 있고, 학과 행사를 여는 역할을 한다. 총학생회는 1956년 4년제 대학이 된 이후 시작되었다. 1975년 학생회가 폐지되고 학장을 단장으로 하는 학도 호국단이 창설됐다. 학도호국단은 각 학년을 중대로, 각 학과를 소대로 편성하고 안보 교육과 군사 훈련을 하는 군대식 조직이었다. 1980년 3월 학생 대표들은 ‘학생회 부활 준비위원회’를 구성하고 4월 15일 총학생회 선거를 실시했지만 신군부의 5·17 비상계엄 전국확대 조치로 보름 만에 해산됐다. 1985년 2월 문교부가 학도 호국단 폐지를 결정하면서 4월 11일 총학생회 선거가 실시됐고 제21대 총학생회가 10년 만에 건설됐다. 역대 총학생회는 2008년 제44대 Change Up, 2009년 제45대 시대공감, 2010년 제46대 2010 총학생회 등이 있었다. 제46대 2010 총학생회는 아이티 지진 피해 복구 모금, 남아공 월드컵 응원 콘서트, 6월 지방 선거 부재자 투표소 설치 등을 이끌었다. 2011년 제47대 동고동락 총학생회는 서울시의 등록금 부당 사용을 비판했고, 학생총회에서 국공립대 법인화 반대를 의결했다.

### 중앙동아리
중앙동아리는 학과와는 독립하여 운영되는 동아리로 동아리연합회라는 학생자치기구를 구성한다. 중앙동아리는 공연, 학술사회, 학술인문, 체육, 교양문화, 종교의 6개 분과가 있으며, 2009년 기준으로 총 49개이다. 중앙동아리 동아리실은 학생회관에 위치하고 있다.

### 동아리연합회
중앙동아리 및 가등록 동아리의 관리, 지원을 맡는 학생자치기구이다. 11월 선거를 통해 구성되고, 각 동아리별로 8명의 선거인단을 선임해 투표를 실시한다. 오직 중앙동아리만 선거인단을 가질수 있으며 가등록동아리는 선거인단을 구성할 수 없다. 각 동아리 대표자들이 모이는 동아리대표자회의는 동아리연합회의 총회 다음으로 가는 최고 의결기구이다. 사실상 총회는 거의 열리지 않으므로 동아리대표자회의가 최고 의결기구라고 할 수 있다. 가등록 동아리 대표도 참석은 할 수 있으나 의결권은 가질 수 없다. 각 분과장과 동아리연합회 집행부로 구성되는 상임위원회도 있다.

### 학과별 소모임
각 학과에는 중앙동아리와 별도로 소모임이 있다. 소모임은 학과의 지원을 받으며, 각 학과와 관련된 학술 활동과 축구, 농구 등의 체육 활동을 한다.

## 성과

### 특장점
서울시립대학교는 도시과학대학을 특성화시킨 최초의 대학이다. 1997년 첫번째 선정 이후 2003년부터 2008년까지 6년 연속 도시과학 특성화 대학으로 선정된 바 있다. 이후 2012년도에는 해외건설 및 도시개발전문가 양성을 위해 국내 최초로 국제도시과학대학원을 설립하였다. 그 결과 2014년도에 국토교통부가 주관하는 해외건설분야 특성화 대학원으로 선정되었다. 그 밖에도 건축 도시공학 조경 환경공학 교통공학 세무학 도시행정학 등의 도시과학분야와 행정학 분야에서 두각을 드러낸다.
서울시립대는 2010년 전임교원 확보율이 87.2%, 전임교원 1인당 학생수가 27.5명으로 대한민국 대학 중 매우 우수한 교육환경과 교육서비스를 제공하고 있다. 한 학기 등록금은 2015년 기준으로 단과대학에 따라 102 만원(인문대학)에서 161 만원(음악대학)의 범위를 유지하고 있으며, 1인당 평균 장학금 지급액은 약 137만원이고, 장학금 수혜율은 2010년 기준으로 58.4%이다 현재(15년 10월) 68개국 495개 대학과 교류협정을 맺고 교환학생프로그램, 글로벌인턴십, 해외어학연수 등의 국제화 프로그램을 제공하고 있으며 장학금 수혜율은 약 54%로 여전히 국내 최고 수준이다.. 최근 자유융합대학이라는 신설대학을 설립(17년도 예정)하려고 계획하는 중이다. 국공립대 최초로 학부교육 선진화 선도대학(ACE)사업에 선정된 바가 있으며 2015년도에 재선정되어 2018년도까지 지원받게 되었다.
많은 동문들이 정부기관 및 지방자치단체의 공무원으로 활약하고 있다. 특성화 대학인 도시과학대학과 여러 부설 연구소를 통해 서울시의 도시문제에 대한 심도있는 Think-tank 역할을 수행하고 있다. 서울시립대의 환경공학부, 세무학과, 도시행정학과는 한국에서 탁월한 경쟁력을 자랑하는 학과이다. 2010년 6월 잘 가르치는 대학으로 평가받아 교육과학기술부의 ‘학부교육 선진화 선도대학 지원사업’에 선정됐다. 2015년도 '학부교육 선진화 선도대학 지원사업'에 재선정되었다. 또한, 2015년 고교교육 정상화 기여대학에도 선정되었다.

### 사회 환원
시대인들은 정부로부터 많은 혜택을 받기에 이를 사회에 환원하기 위해 많은 봉사활동을 하고 있다. 시대인들은 가난한 이웃에 연탄을 배달하고, 김장 김치를 직접 담가 전달 하는 등 봉사활동도 활발하다. 그리고 서울시의 위탁으로 희망의 인문학을 열어 사람들의 정신적 빈곤을 치유하고 자존감을 회복시키는 행사도 진행하고 했다. 서울시립대학교 종합사회복지관을 통해서 서울시민들에게 복지와 행복을 주는 각종 사업으로 봉사하고 있다. 2012년 교내의 사회봉사활동에 참여하는 학생의 숫자는 3105명이고 이 수는 급격하게 증가하고 있는 추세이다.

### 평가 순위
경향신문의 2010년 대학지속가능지수 학생생활만족지표에서 3위와 등록금 효용과 애교심 부문에서는 1위를 기록에서 드러나듯이, 시대인들은 높은 교육만족도와 애교심을 가지고 있다. 서울시립대는 서강대와 한국외대와 더불어 2012년 대한민국의 의대 없는 최고 3개의 대학 중 하나에 속한다. 기업 관점에서 본 산학협력평가에서 최우수대학에 2년 연속(2013~2014)으로 선정되었고 2015년도에는 우수대학에 선정되었다. 동아일보에서 주관하는 청년드림대학평가에서 최우수대학에 2년 연속(2013~2014)으로 선정되었고 2015년도에는 우수대학으로 선정되었다. 2014년도에는 국공립대 청렴도 평가에서 1등급평가를 받았다. 2015년 영국 The Times Higher Education의 보고서에 따르면 서울시립대는 대한민국 전체 대학 중 7위, 아시아 전체 대학 중 49위, 아시아 중간 규모 대학 평가에서는 14번째에 랭크되는 등 높은 내실을 갖추고 있다. 2015년 동아일보가 공개한 고교생이 본 대학의 미래 성장가능성 설문조사에서는 성균관대, 연세대에 이어 서울시립대가 3위를 차지하였다. 최근 2015 중앙일보 대학평가에서 종합 10위 한 바가 있다. 2015년 행정고시에서는 8위를 기록했다.

## 주요 행사

### 새내기 새로배움터
일명 '새터'라고 하는 신입생들은 위한 오리엔테이션이다. 매년 2월경에 개최되며, 전 학부, 학과 신입생이 참석하는 큰 행사이다. 새내기들을 위한 학교생활 안내, 레크리에이션이 있다. 2박 3일 동안 진행되며, 학부 학과 신입생과 일부 재학생, 공연 동아리, 총학생회, 동아리연합회, 학교 관계자가 참석해 대규모 이동이 벌어진다. 주로 1일차에 총학생회 주관의 행사가 열리며 2일차에 각 단과대 별로 행사가 열린다.

### 대동제
대동제는 매년 5월 중순에 열리며 3일 동안 진행된다. 2007년 열린 대동제에서는 마라톤, 장산곶매 가요제, SO SWEET(공개 사랑 고백), 심야영화제, 소모임과 동아리 공연, 학과 주점별 안주 대결, 시대골든벨, 교통방송 공개방송 무대, 불꽃놀이 등이 있었다. 2006년에는 101.8미터의 오므라이스를 만들어 지역 주민들과 나누어 먹기도 하였다.

### 인향제
인향제는 서울시립대 50여개 중앙동아리가 꾸미는 동아리 축제로 매년 10월경에 개최되고 3일 동안 진행된다. 2007년에는 연묵회(서예), 청문회(문학), 그림누리(서브컬처), 눈동자(사진)의 전시회와 증권연구회의 '글로벌 금융시장의 현황과 국내 주식시장에 미칠 영향'이라는 제목의 강연과 동아리퀴즈대회가 있었고, 얼씨구(풍물), 미지림(기타), R.A.H(댄스), 한소래(노래), 검도부, Thrash AL(록), Latino(라틴 댄스), Zephaniah(록), Tru-hz(힙합)의 공연이 있었다.

### 전농문화체전
전농문화체전은 매년 9월에서 10월에 걸쳐 단과대 예선과 전체 본선, 결승이 진행된다. 2007년에는 농구, 축구, 발야구, 피구, 씨름, 수중축구(수면이 발목까지 오도록 물을 채운 경기장에서 하는 축구), 단체 줄넘기 등 총 10개 종목이 열렸다.

## 총동창회
총동창회는 1960년 발족했다. 1978년 한일경농동창회를 결성했고 1988년 10월에는 여성동창회를 창립했다. 1990년 6월 개교 70주년을 기념해 건립을 추진했던 장산곶매 동문탑의 제막식을 했다. 2001년 3월 동문장학회를 창립했다. 매년 정기총회와 송년회를 겸해 〈시대인의 밤〉 행사를 주최한다. 서울시립대의 구성원 사이의 친목과 장학 사업, 학교 발전 등을 목적으로 한다.

## 발전기금 재단
1997년 7월 “재단법인 서울시립대학교학술연구재단”이 설립되었다. 2003년 11월 “재단법인 서울시립대학교발전기금”으로 명칭과 정관이 변경됐다. “공익법인의 설립운영에 관한 법률”을 따르는 공익재단이다. 학술, 장학금, 시설, 복지, 홍보 등 지원사업을 수행한다.
| 구분 | 구분   | 구분     | 소속ㆍ직명   | 임기     |
| ---- | ------ | -------- | ------------ | -------- |
| 이사 | 당연직 | 이사장   | 총장         | 재임기간 |
| 이사 | 당연직 | 상임이사 | 기획연구처장 | 재임기간 |
| 이사 | 당연직 | 이사     | 교무처장     | 재임기간 |
| 이사 | 당연직 | 이사     | 학생처장     | 재임기간 |
| 이사 | 위촉직 | 위촉직   | 6인          | 4년      |
| 감사 | 감사   | 감사     | 2인          | 2년      |

## 등록금
등록금은 학칙 제86조에 따라 등록금심의위원회, 교무위원회의 심의를 거쳐 총장이 정하고, 기성회비는 두 위원회의 심의를 거쳐 기성회이사회가 정한다.

### 등록금심의위원회
2010년 1월 22일 개정된 고등교육법 제11조와 2010년 12월 2일 개정된 “대학 등록금에 관한 규칙” 제2조에 따르면 각 대학은 등록금심의위원회를 설치해야 한다. 서울시립대는 2010년 10월 28일 총장과의 대화에서 2010 총학생회가 등록금심의위원회에 관한 사항을 요구했었다. 대학본부와 동고동락 총학생회의 논의를 거치며 2011년 1월 20일 등록금심의위원회가 구성되었다. 서울시립대 등록금심의위원회 운영규정에 따르면 위원회는 학생처장, 기획연구처장, 사무처장, 교수, 총학생회 정·부회장, 단과대학 학생회장 대표 2명, 총장 추천 전문가, 총학 추천 동문, 이렇게 총 10명으로 구성한다. 등록금심의위원회는 의결권이 없지만 학생이 등록금 책정 과정에 정식으로 참여하기 시작했다는 것에 의의가 있다.

### 현황
2012년 당시 박원순 서울특별시장의 지시로 등록금이 50% 삭감되어 대한민국 대학 최초로 반값등록금을 달성하였다. 입학금을 제외한 학부생의 한 학기 등록금은 학과에 따라 100만원 초반에서 100만원 중반이다.
| 2016학년도 학부생 등록금 | 2016학년도 학부생 등록금 |
| ------------------------ | ------------------------ |
| 인문사회 계열            | 1,022,000원              |
| 수학 계열                | 1,126,500원              |
| 이학 계열                | 1,228,500원              |
| 공학 계열                | 1,350,500원              |
| 체육 계열                | 1,371,000원              |
| 미술 계열                | 1,444,000원              |
| 음악 계열                | 1,610,500원              |

## 사진

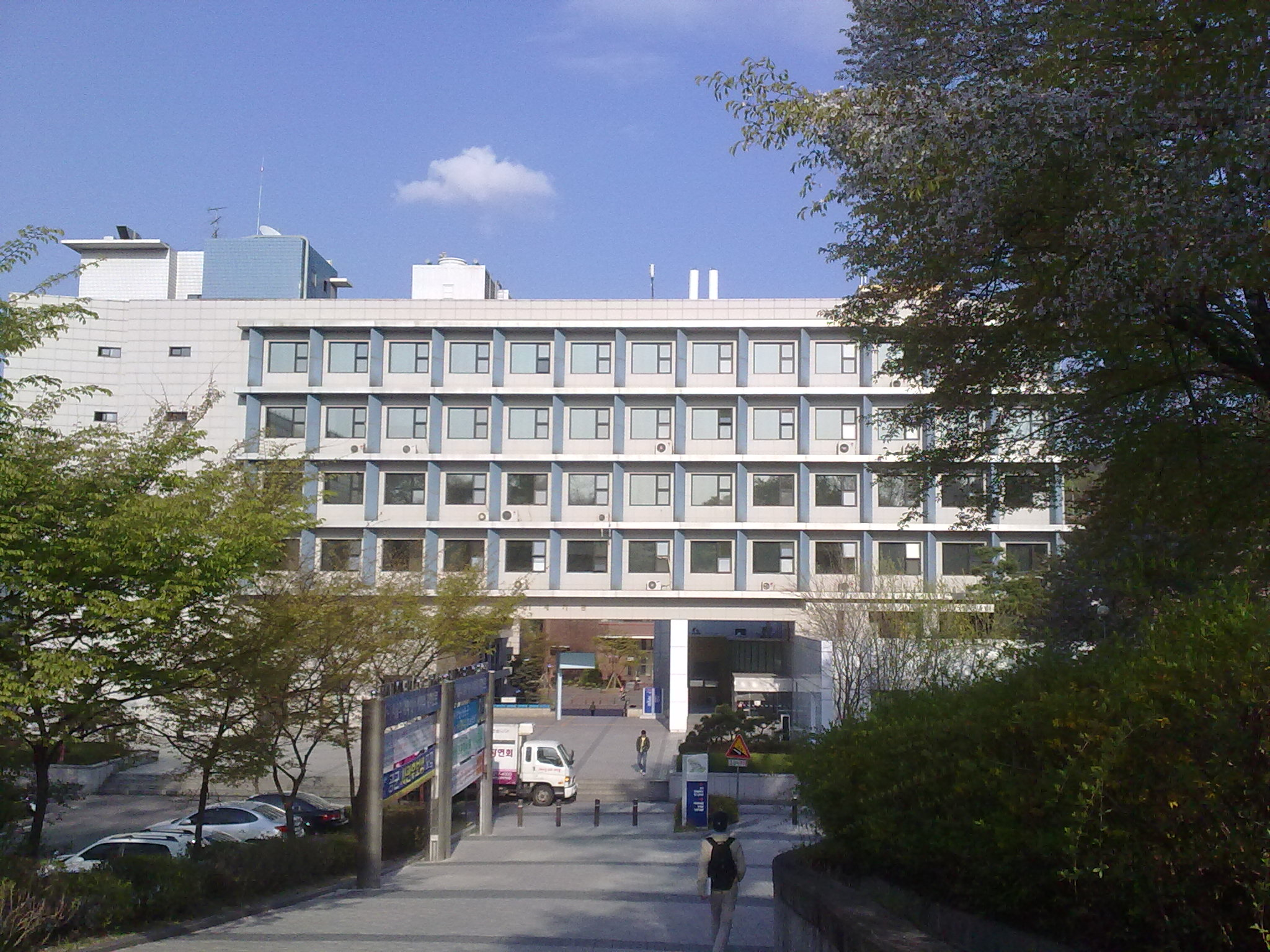
21세기관
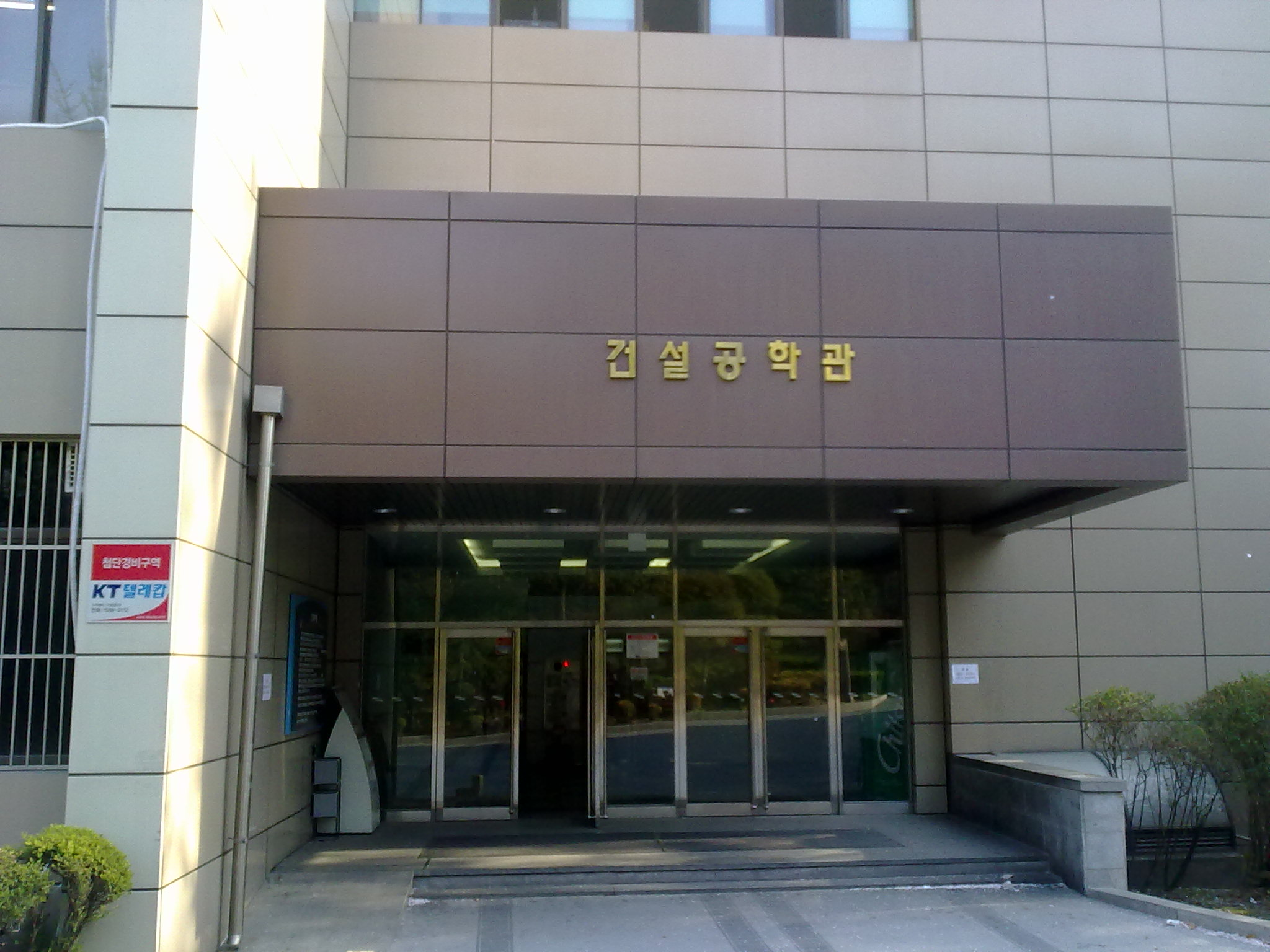
건설공학관
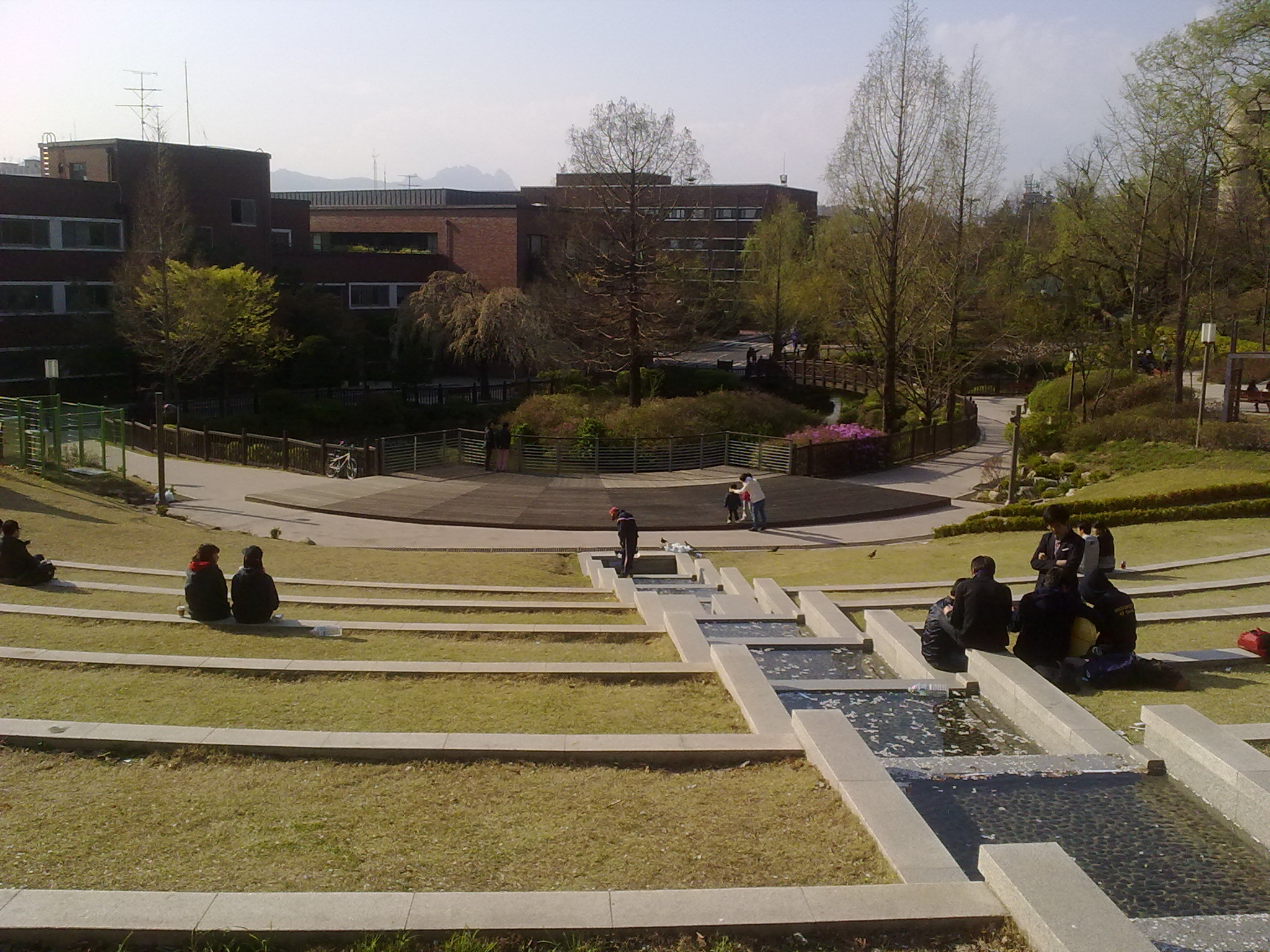
노천극장
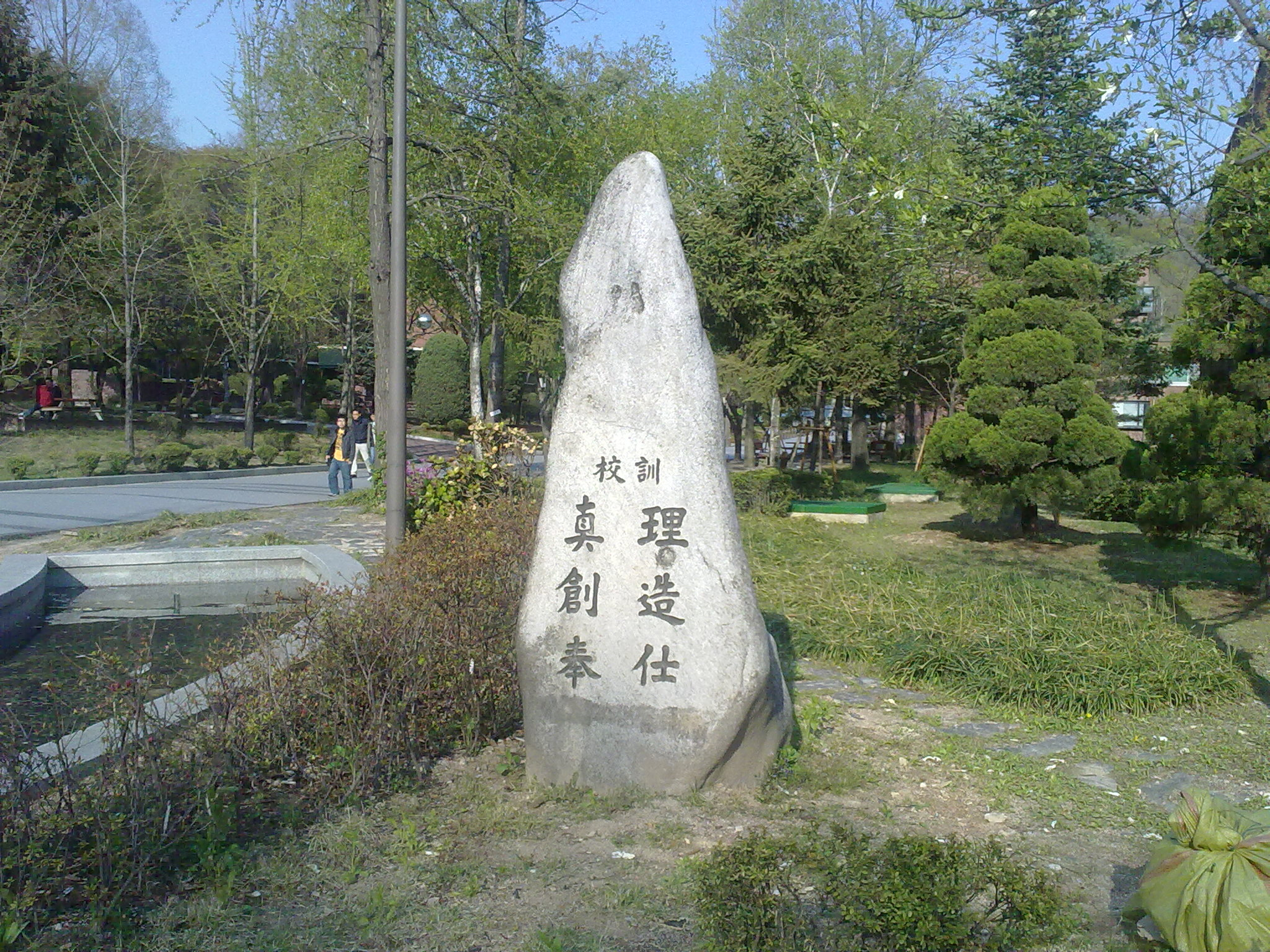
교훈비
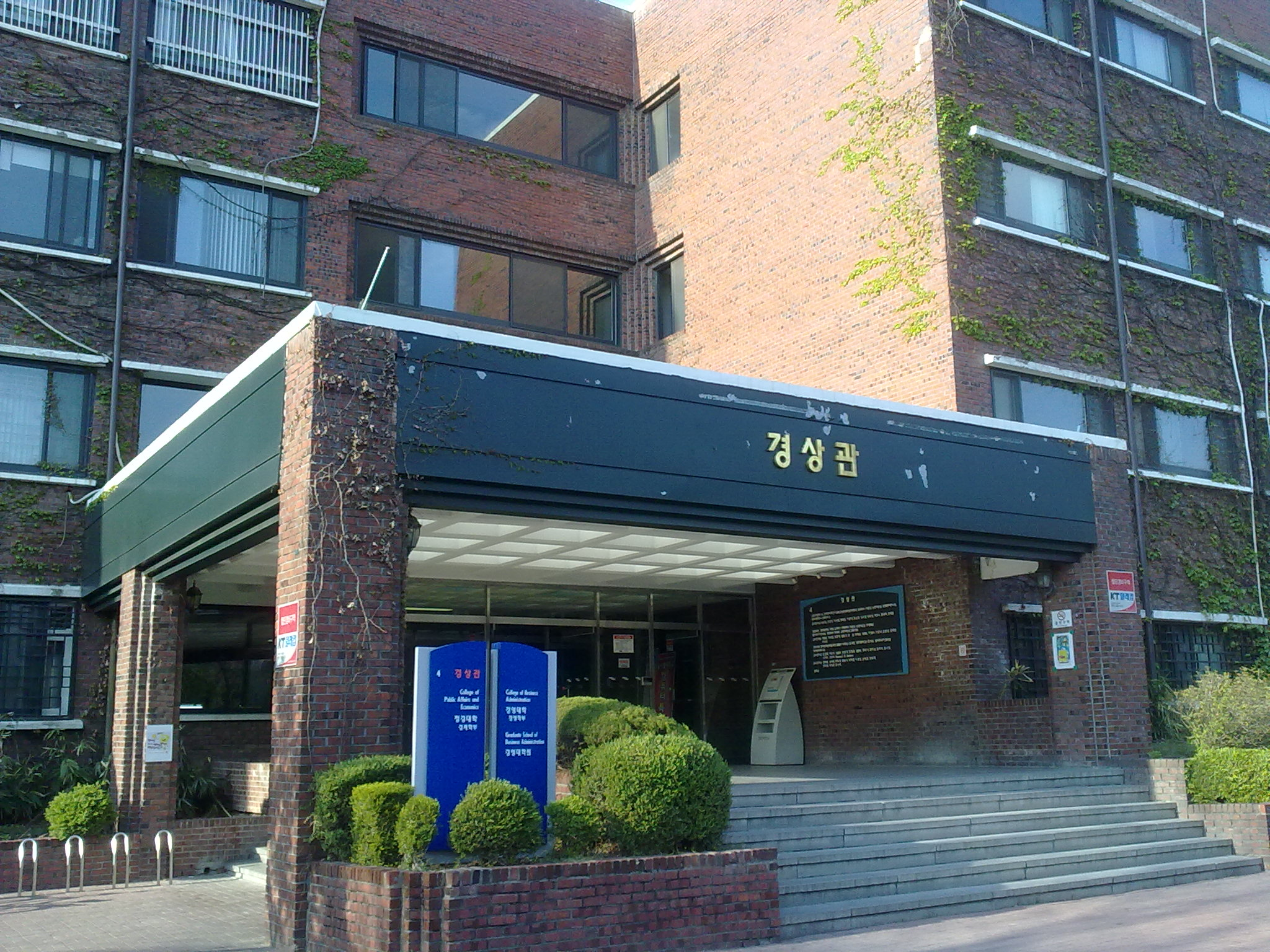
창공관 (구 경상관)
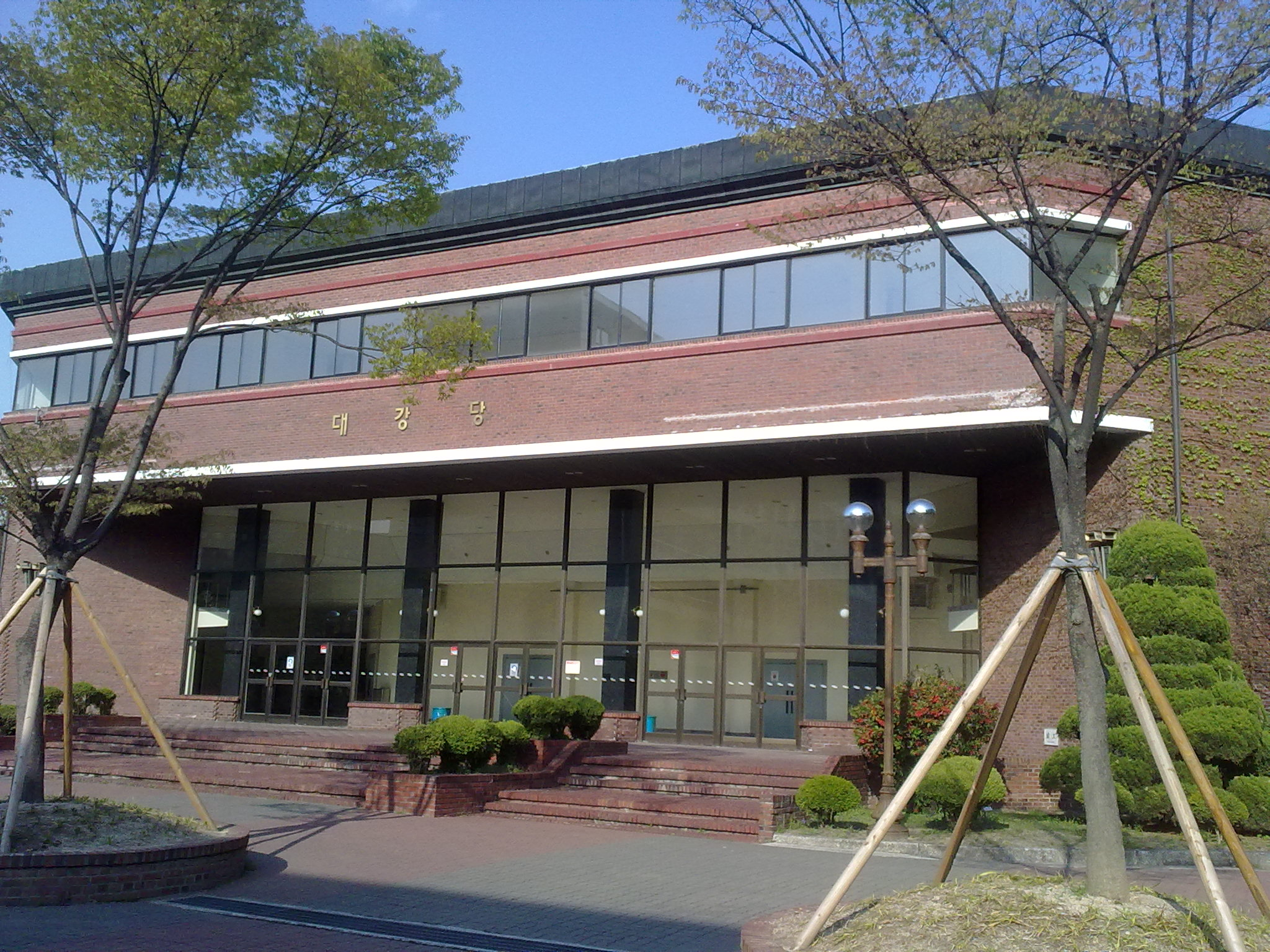
대강당
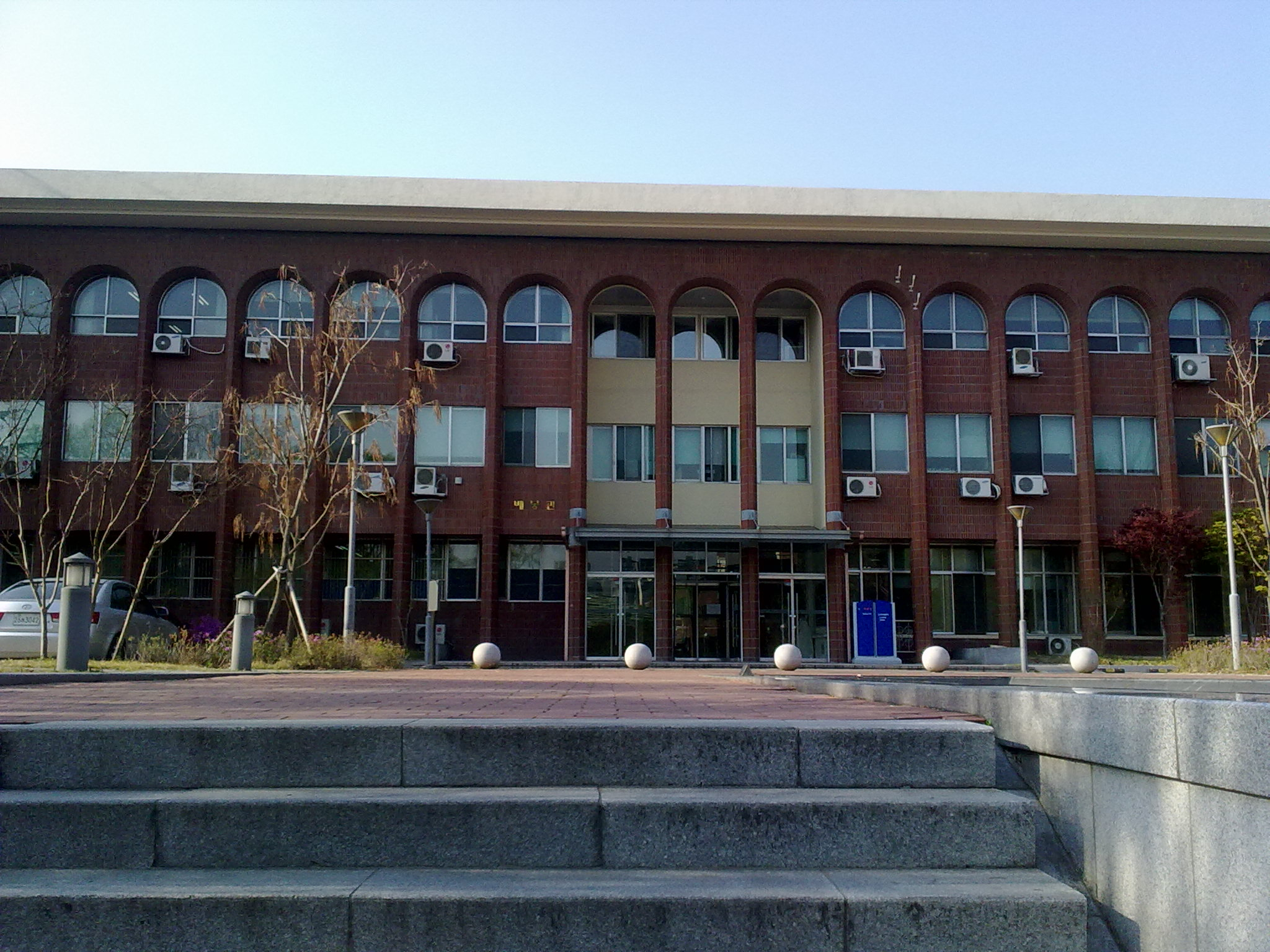
배봉관
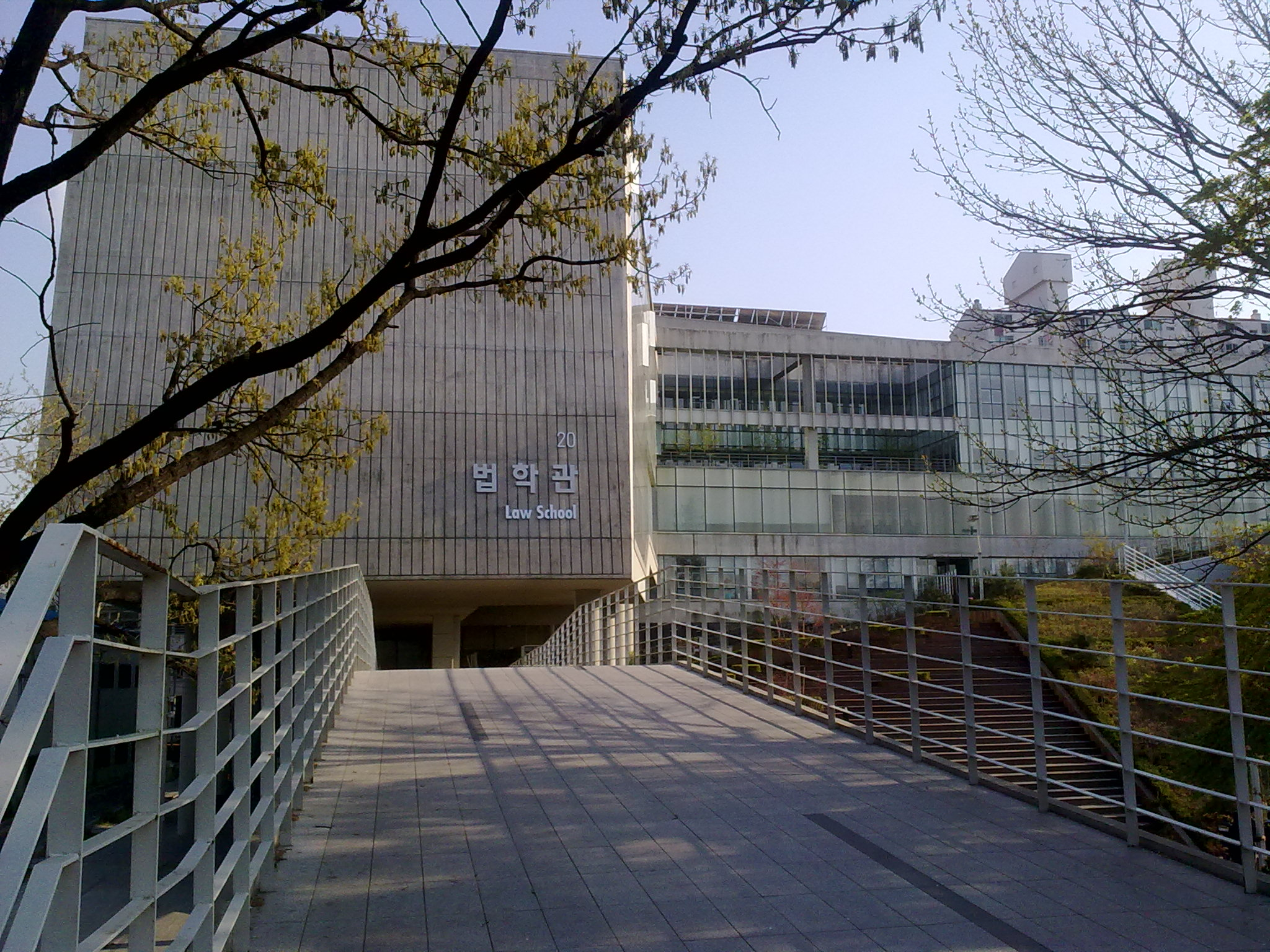
법학관
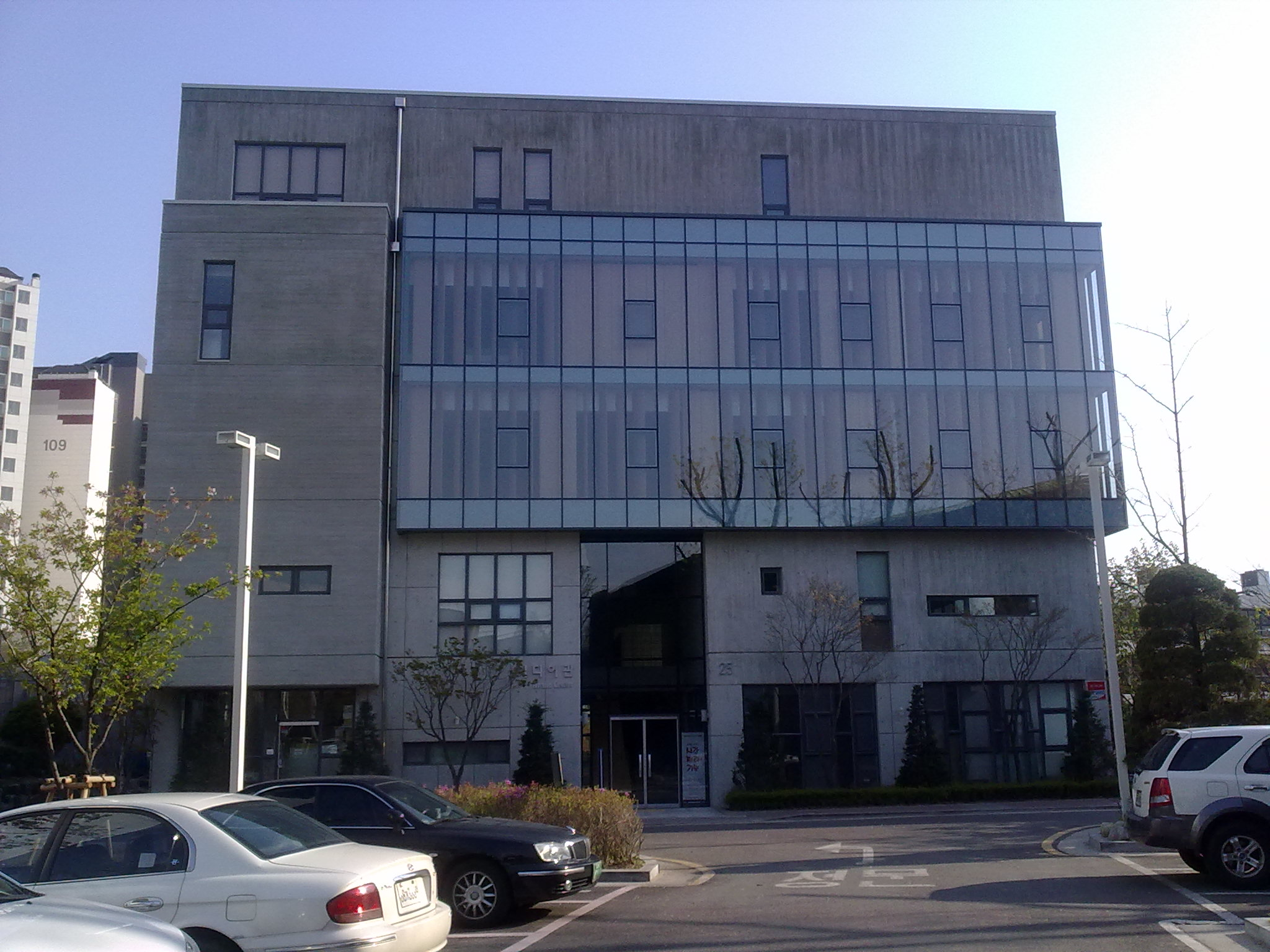
미디어관
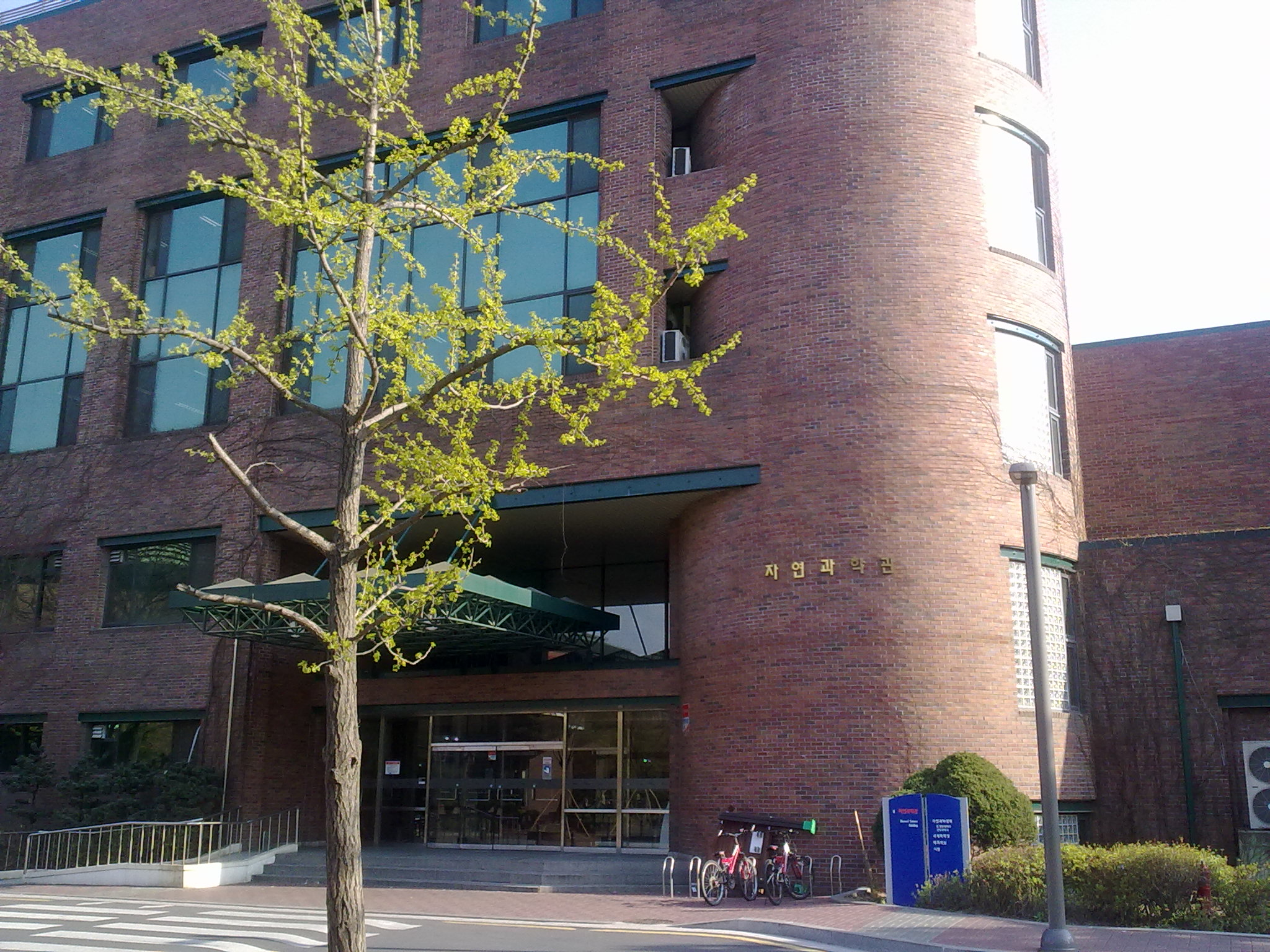
자연과학관
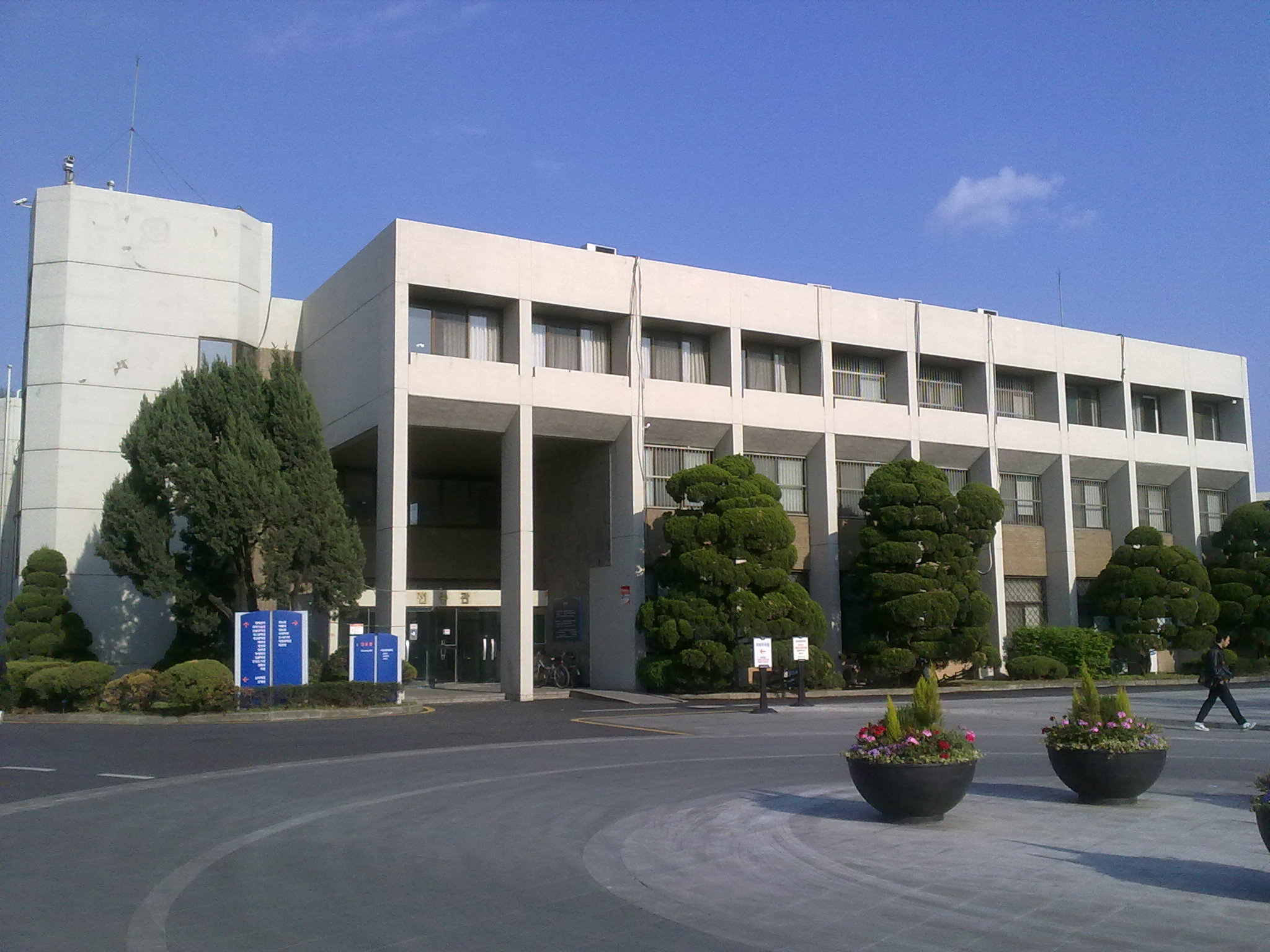
전농관
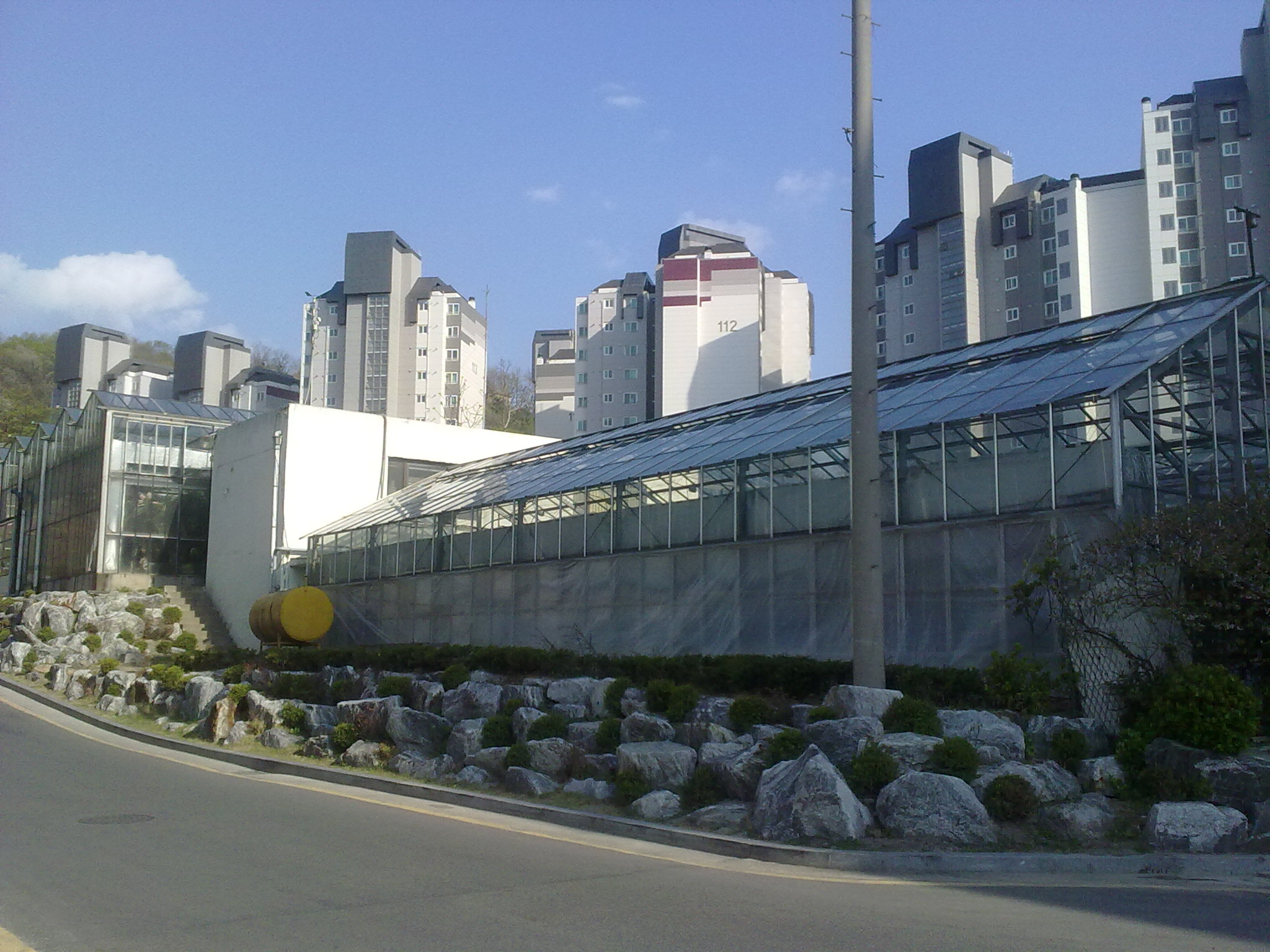
온실
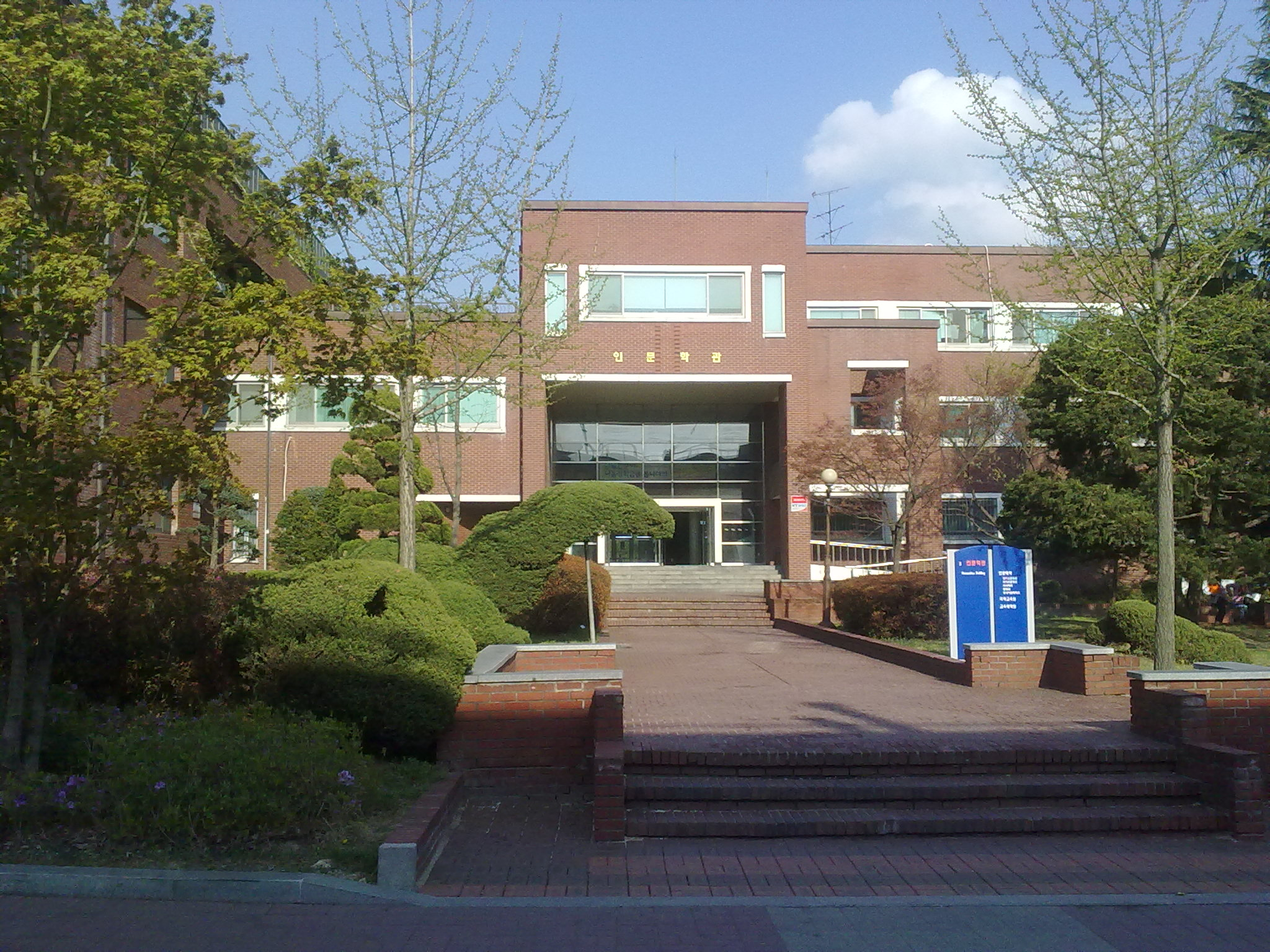
인문학관
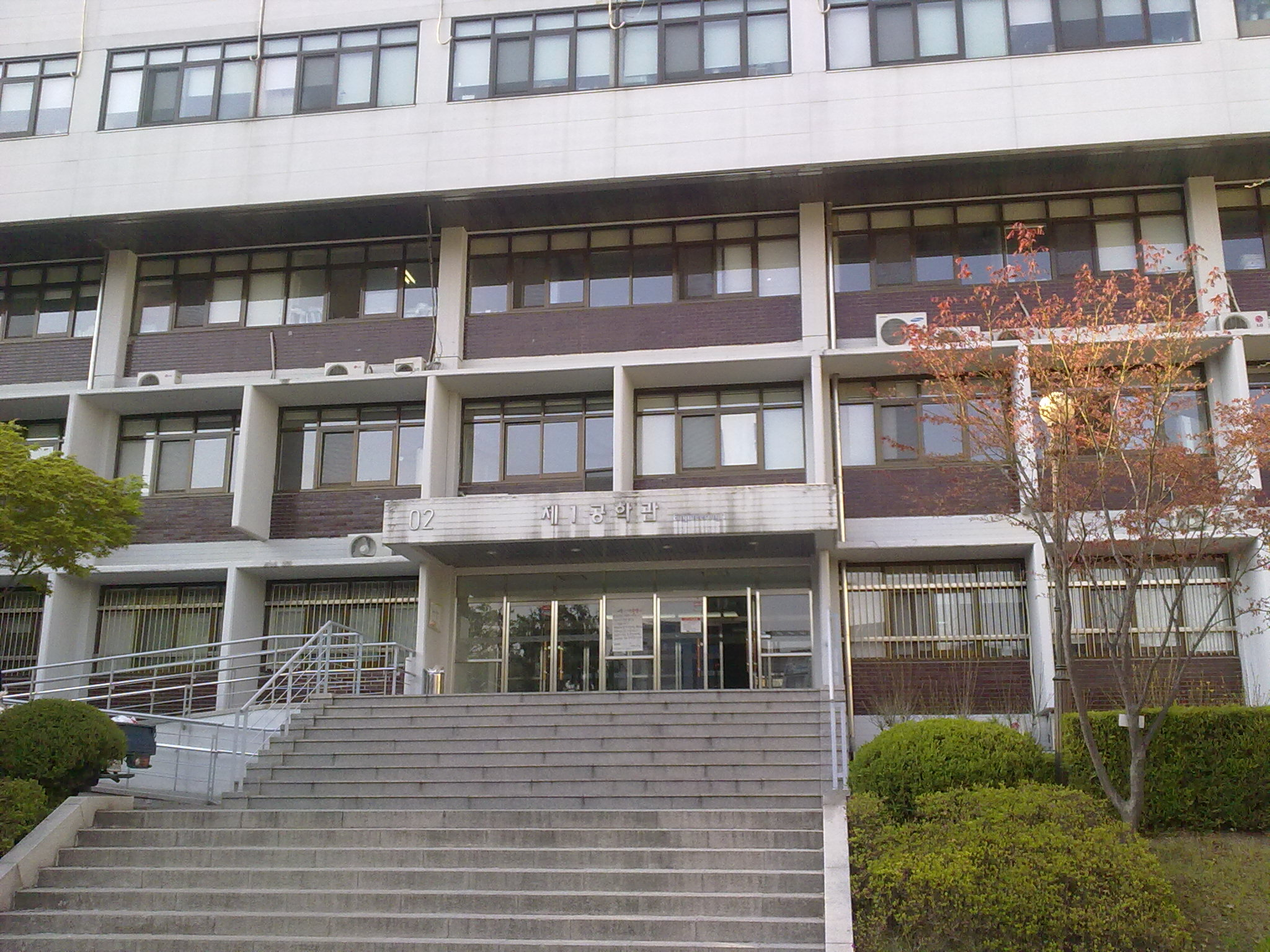
제1공학관
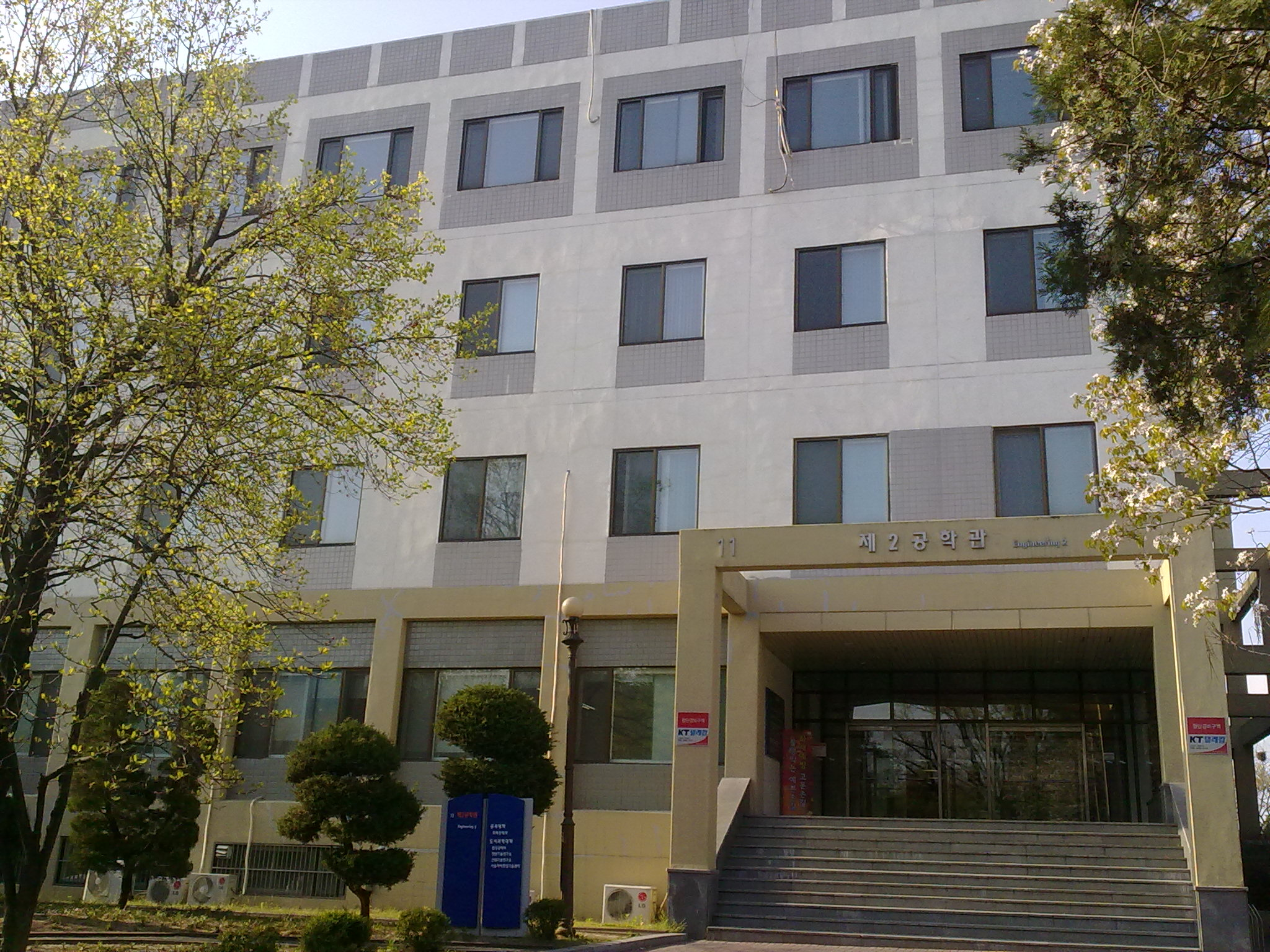
제2공학관
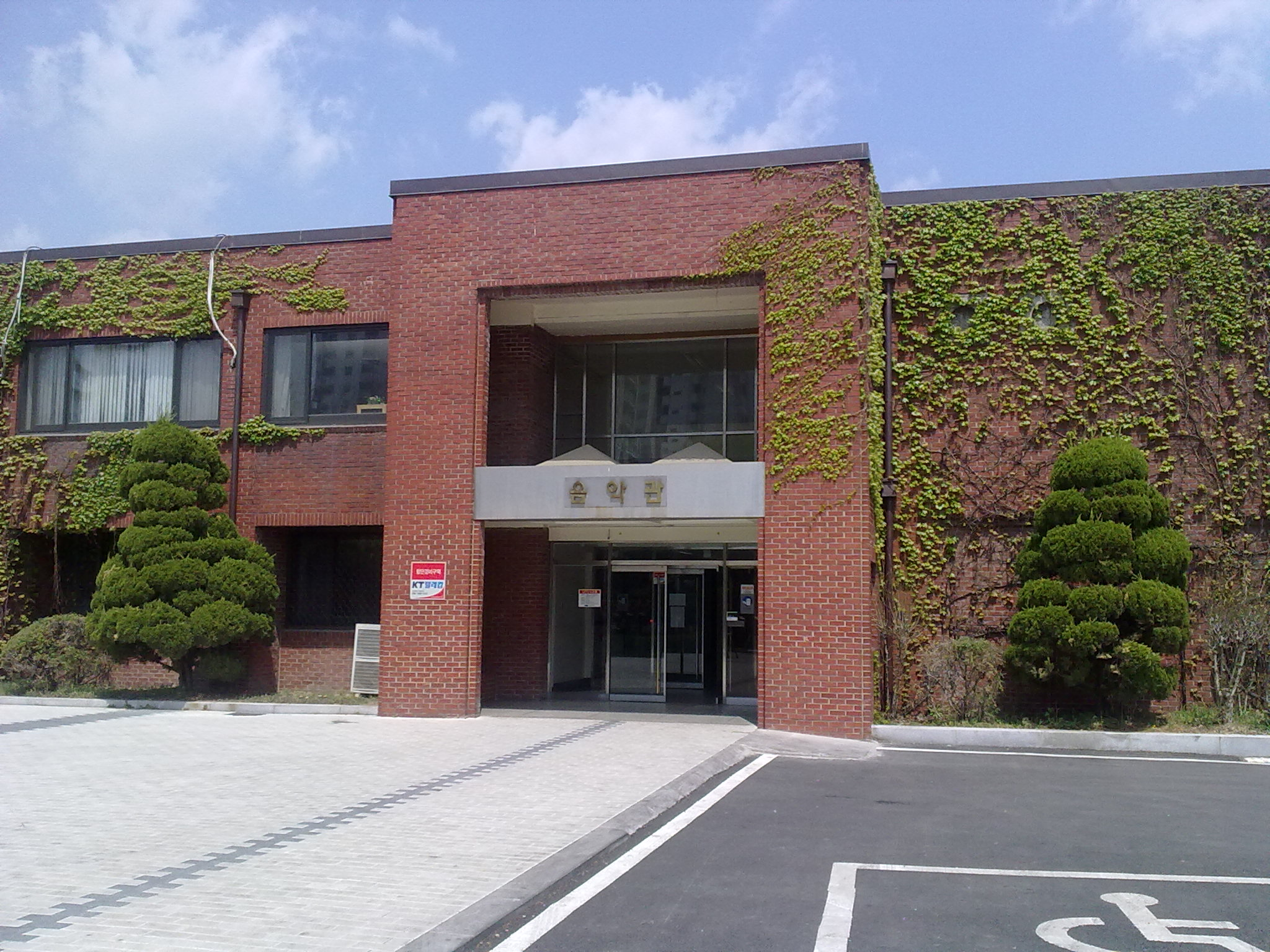
음악관
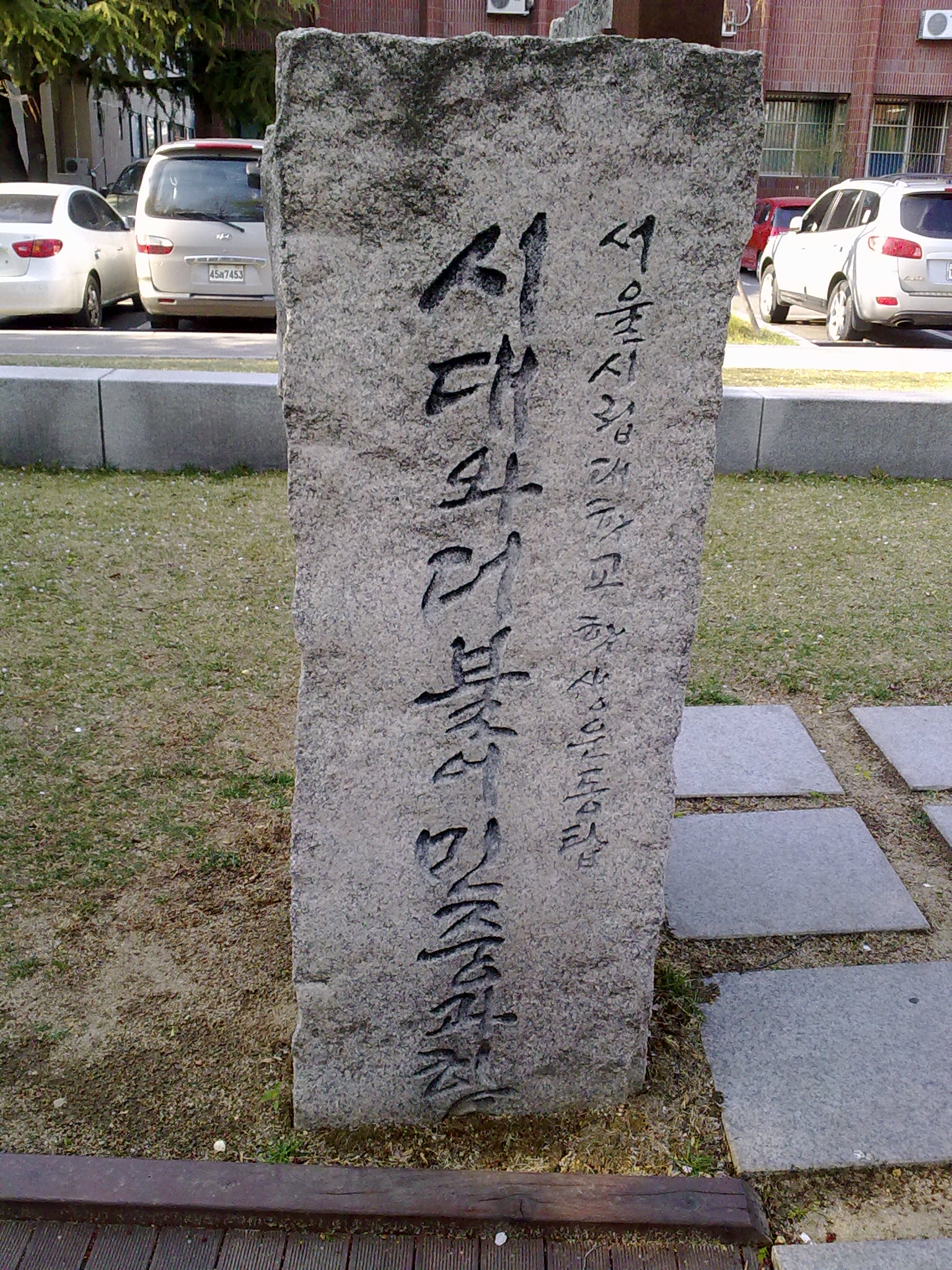
학생운동탑
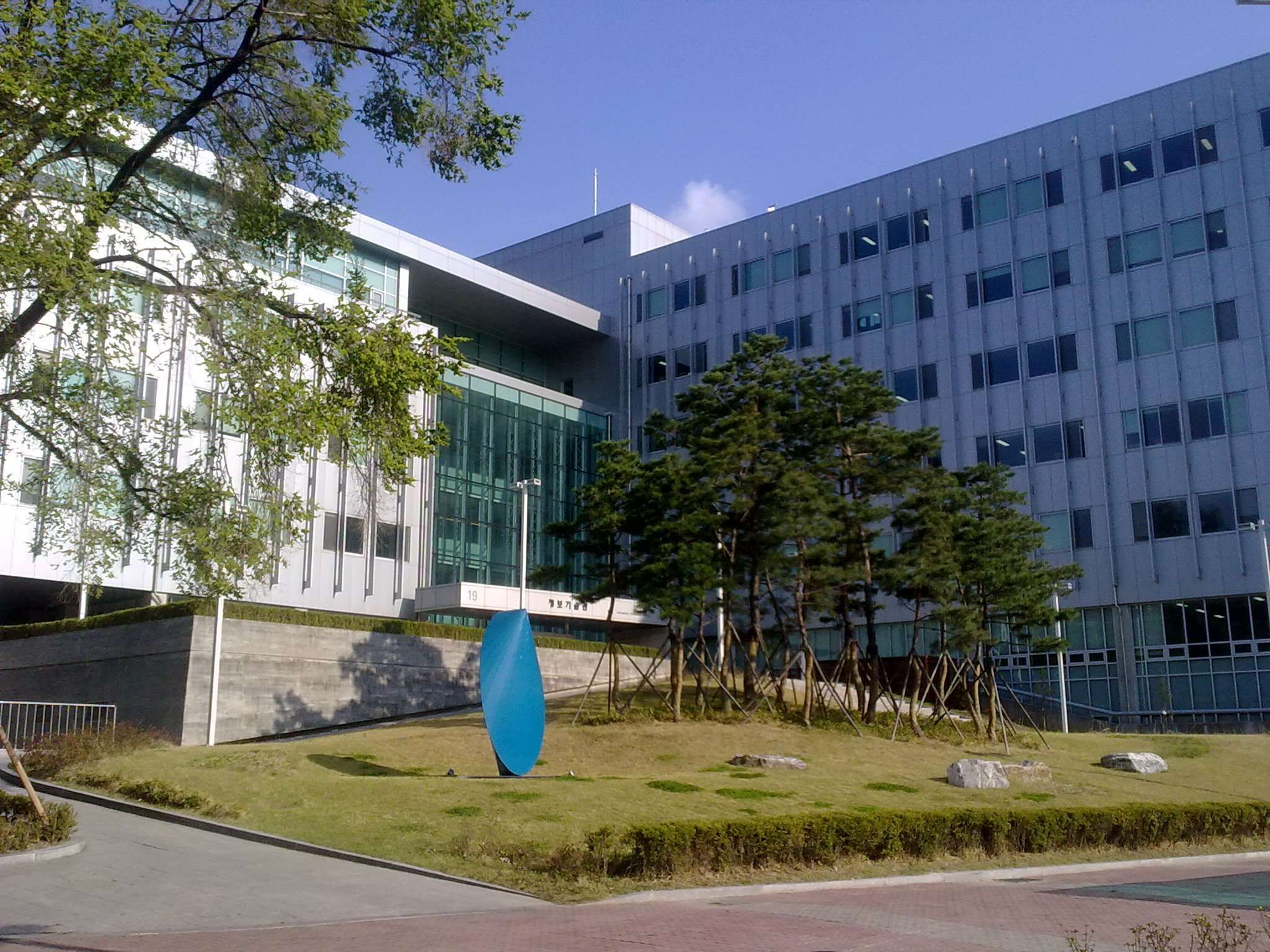
정보기술관
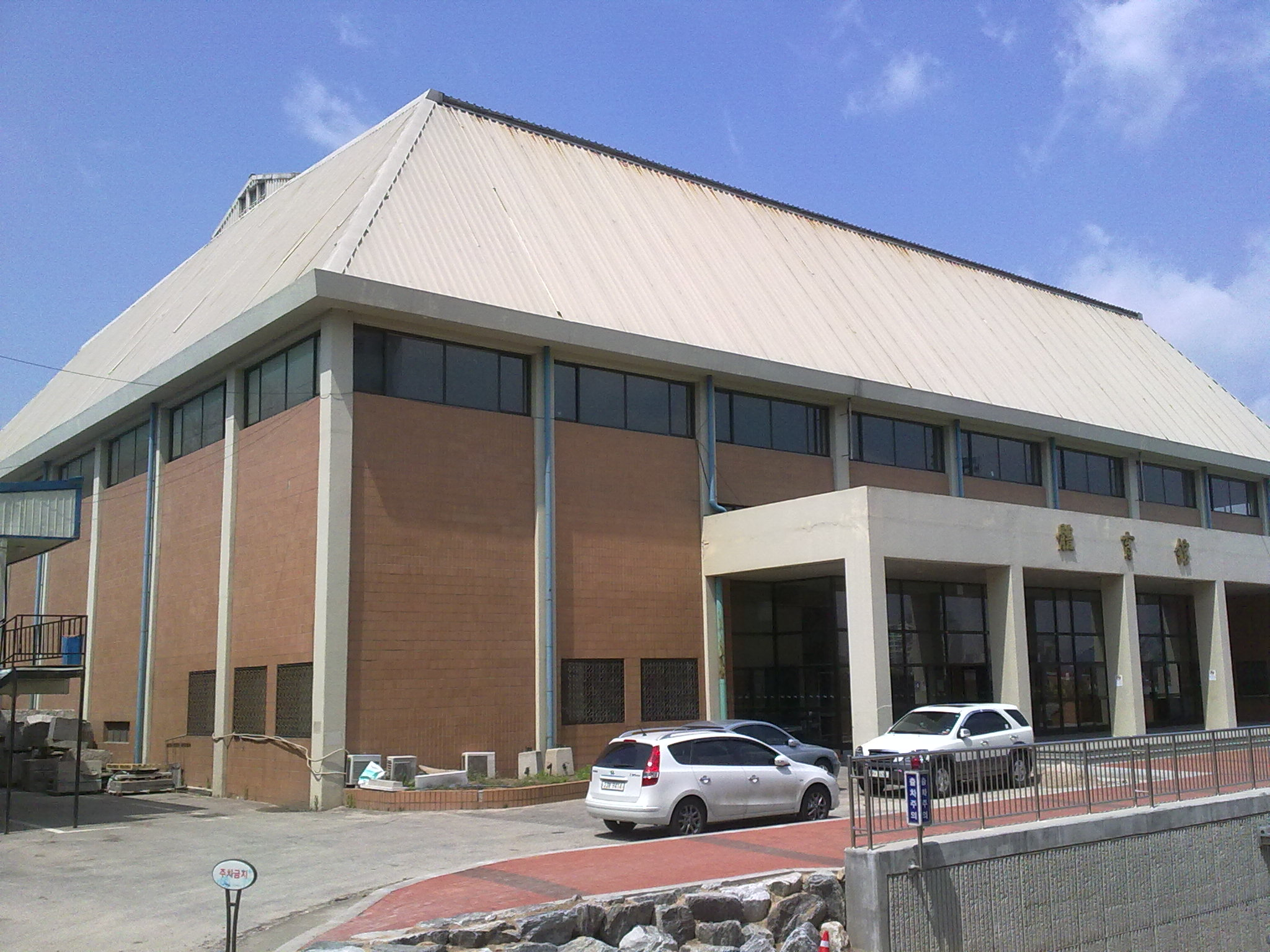
체육관
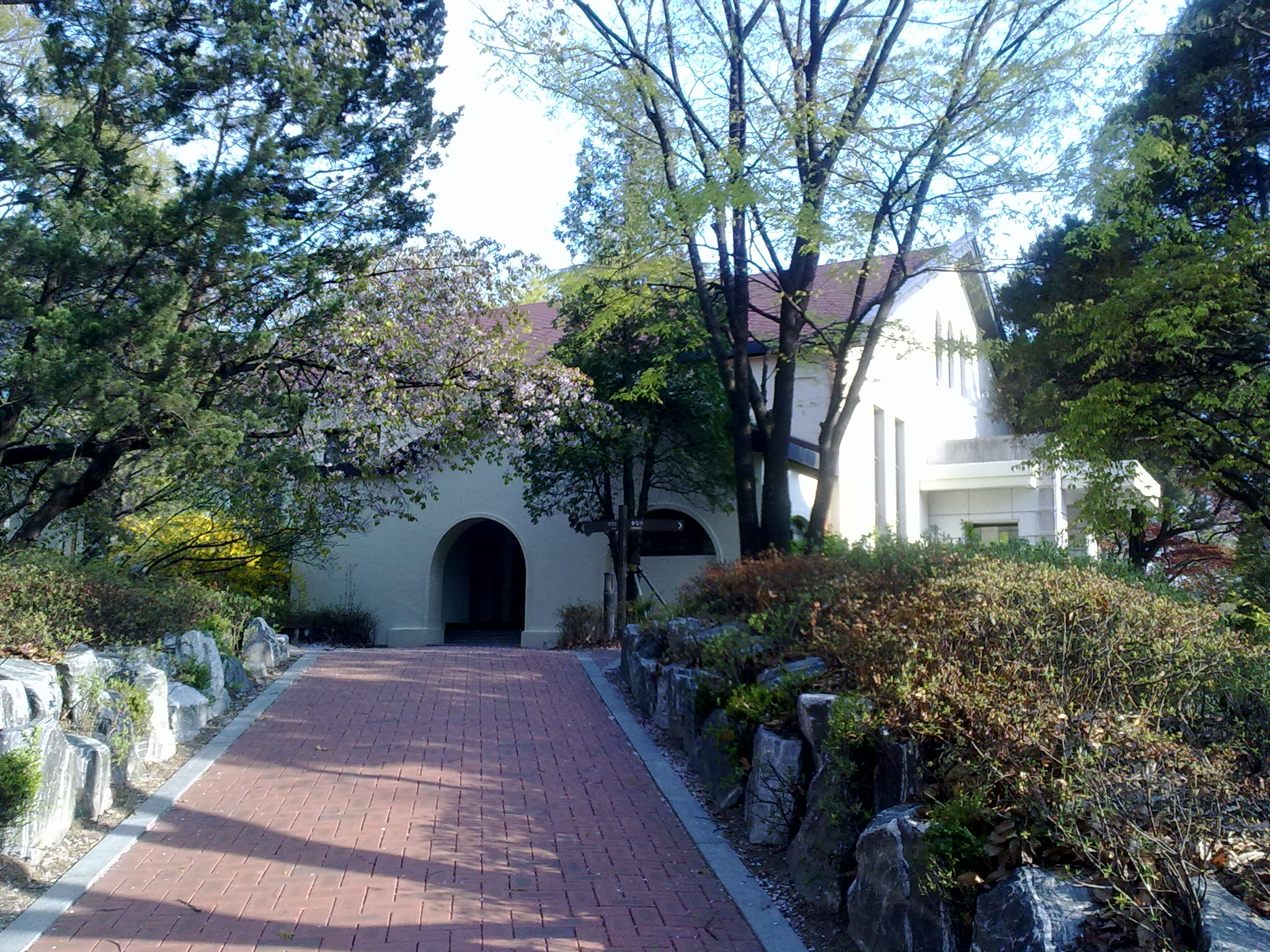
자작마루

## 같이 보기
- 대한민국의 국립 대학 목록
- 대한민국의 대학 목록
- 대한민국의 교육